# Армяно-азербайджанская война (1918—1920)
Армяно-азербайджанская война (1918—1920) — этнический конфликт в районах со смешанным армяно-азербайджанским населением в последние месяцы Первой мировой войны и до установления советской власти на территории Азербайджана и Армении.
Военный конфликт происходил на фоне взаимных территориальных претензий новообразованных государств (Азербайджанская Демократическая Республика и Республика Армения), поддерживавших на спорных территориях азербайджанское и армянское ополчение, соответственно. Республика Армения непосредственно вела боевые действия против азербайджанских ополченцев в Нахичеванском, Сурмалинском, Шарур-Даралагезском, Эриванском уездах Эриванской губернии бывшей Российской империи, в то время как Азербайджанская Демократическая Республика противостояла формированиям Армянских национальных советов в Карабахе и Зангезуре. При этом республики не вступали в прямой военный конфликт между собой. Война сопровождалась вспышками этнического насилия, такими как мартовская резня (1918), резня армян в Баку (1918) и шушинская резня (1920), и массовыми этническими чистками, приведшими к изменению демографической ситуации в регионе. Попытки посредничества со стороны союзного командования и, в меньшей мере, грузинского правительства не увенчались успехом, и боевые действия удалось прекратить лишь после установления Советской власти в Азербайджане и Армении при поддержке 11-й армии РККА.

## Причина и предыстория армяно-азербайджанского конфликта
Этнический конфликт между армянами и азербайджанцами имеет глубокие исторические корни, а взаимные территориальные претензии возникли на фоне религиозных и культурных различий между народами.
Причины конфликта появились ещё в XI веке, когда сельджуками были захвачены южное и восточное Закавказье и заняты плодородные долины и равнины, в то время как христианское население было вытеснено в горные районы. Возникшая в результате нескольких волн нашествий этнографическая карта региона была довольно запутанной: в горных районах среди христианских селений имелось большое количество мусульманских селений, тогда как в долине реки Аракс сохранились христианские селения. Существенное изменение демографического баланса произошло вследствие депортации значительной части армянского населения в Персию в начале XVII века. Тюркская военно-феодальная аристократия получила контроль над огромными владениями, где оставалось и армянское население. Тогда же появились и экономические предпосылки конфликта между оседлым и кочевым и полукочевым образом жизни. Летом мусульмане перегоняли свои стада с равнин на горные пастбища, что приводило к конфликтам с местным армянским населением.

Этнографическая карта Кавказского края 1880 года. На карте отчётливо виден сложный этнический состав населения региона, в том числе в эпицентре армяно-азербайджанских столкновений 1918—1920 годов: в Карабахе, Зангезуре и Аракской долине

Однако антагонистические формы национальные, религиозные, социальные и экономические различия между мусульманами и армянами приняли только к концу XIX века. В XVIII и особенно XIX веках тысячи армян освободились от засилья азербайджанской аристократии; начала образовываться армянская буржуазия, ставшая угрозой прежним социально-экономических отношениям, успешно конкурируя со старой (азербайджанской) элитой. Армянские магнаты закрепились даже в Баку, где в результате массового притока населения, вызванного нефтяным бумом, азербайджанцы стали этническим меньшинством.
Одной из предпосылок враждебного отношения к армянам, проявившегося в российском Закавказье в последние десятилетия XIX века, стала непредставленность мусульманского населения в местных органах власти. В частности, согласно реформе 1870 года, нехристианам полагалось не более трети мест в городских советах (а с 1892 года — не более 20 %). Эти меры, изначально направленные против евреев, в Закавказье затронули в первую очередь мусульман, хотя, например, в Баку они, будучи основными владельцами собственности, составляли около 80 % электората.
После присоединения Закавказья к России центральное правительство стремилось к культурной однородности населения региона. Поэтому были приняты меры к ослаблению позиций мусульманской аристократии, для чего в административные органы назначались преимущественно христиане, которые в регионе были в основном представлены армянами. Начиная с 1880-х годов царское правительство, поменяло свою  политику, и стремилось подорвать армянское господство в городах Закавказья, для чего стало проводить армянофобскую политику, сходную с антисемитской, поощряя претензии мусульман на господство в городах Бакинской и Елизаветпольской губерний, а в некоторых случаях и участвуя и в антиармянских погромах на стороне мусульман.
Этот антагонизм принял характер взаимной этнической резни во время революционных событий 1905 года. Государственная администрация не препятствовала межэтническому конфликту и даже подогревала его с целью отвлечь Закавказье от революционных событий в России.
Армяно-татарская резня 1905—1906 годов имела разрушительные материальные и гуманитарные последствия, но, с другой стороны, это вооружённое этническое противостояние способствовало становлению и укреплению национального самосознания обеих этнических общностей, вовлечённых в конфликт. Лидеры армянского национального движения считали произошедшее своего рода моральной победой: в сознании армян, вновь взявших в руки оружие для своей защиты, разрушился миф о непобедимости мусульман. В то же время усилившееся недоверие к армянам, издавна доминировавшим в профессиональных сферах, типичных для среднего класса, стимулировало развитие национальной азербайджанской буржуазии, что, в свою очередь, привело к формированию более прогрессивной системы образования, появлению ряда тюркоязычных газет и сети культурно-благотворительных обществ.
Как указывает американский историк Ричард Ованнисян, в 1918 году вражда вспыхнула вновь на фоне сильной пророссийской ориентации армян и протурецкой ориентации азербайджанцев, желавших восстановить мусульманскую гегемонию в регионе.

### Октябрьская революция и Закавказье
Падение Временного правительства в Петрограде в результате Октябрьской революции вызвало ожесточённую политическую борьбу в Закавказье. Местные меньшевики считали, что социалистическая революция невозможна в аграрной стране и переходу к социализму должно предшествовать завершение капиталистического развития. Большевики, наоборот, добивались распространения революционных преобразований на всю территорию Российской империи. В тот же период в Закавказье активизировались национальные партии — азербайджанский «Мусават» и армянский «Дашнакцутюн».
В ходе борьбы за власть в Тифлисе было сформировано Закавказское правительство (комиссариат), в которое вошли представители грузинских меньшевиков, азербайджанских мусаватистов и армянских дашнаков, а также два русских комиссара. Большое влияние в Закавказье получили национальные общественные объединения — Армянский и Грузинский национальные советы и Центральный закавказский мусульманский комитет (Национальный комитет): их представители входили в Закавказский комиссариат, и именно они определяли его политику. Главнокомандующий войсками Кавказского фронта генерал М. А. Пржевальский заявил о признании Закавказского комиссариата и призвал войска подчиниться ему.
Закавказский комиссариат распространил свою власть на всё Закавказье, кроме района Баку, где Советская власть была установлена мирным путём ещё в ноябре 1917 года. Здесь политическая борьба между большевиками, мусаватистами, дашнаками, эсерами и меньшевиками в течение нескольких месяцев не позволяла создать единый орган управления.
К началу 1918 года в Закавказье таким образом сформировались два центра политической власти, собиравших вокруг себя дружественные или союзные силы. Бакинскому промышленному району, являвшемуся форпостом Советской власти в регионе, противостоял традиционный центр края — Тифлис и располагавшийся здесь Закавказский комиссариат. При этом на значительной части Бакинской и Елизаветпольской губернии царило безвластие и анархия. Власть в Елизаветполе фактически находилась в руках Мусульманского Национального комитета, Нагорный Карабах управлялся армяно-азербайджанским советом, в Шарур-Нахичевани действовали азербайджанские и армянские комитеты.

### Разложение Кавказского фронта и формирование национальных армий
Командование Кавказской армии, признав разложение подчинённых войск и полную утрату боеспособности, приняло решение для спасения ситуации на фронте немедленно приступить к формированию на добровольных началах национальных частей. 5 (18) декабря 1917 на Кавказском фронте было подписано перемирие, предусматривавшее прекращение боевых действий. На следующий день Закавказский комиссариат постановил «демобилизовать, по возможности, армию», создать национальные воинские формирования и «специальный орган для руководства борьбой с большевиками». Параллельно с выводом ряда русских частей с фронта происходил процесс создания национальных армий — Грузинского армейского корпуса и Добровольческого армянского корпуса. В декабре по предложению штаба Кавказского фронта началась мусульманизация отдельных частей, в первую очередь 219-го пехотного запасного полка в Елизаветполе (Гяндже). 18 (31) декабря Закавказский комиссариат объявил о создании новой армии, включавшей в себя и Мусульманский корпус. Формирование корпуса из мусульман Закавказья было официально начато на следующий день согласно приказу главнокомандующего войсками Кавказского фронта генерала Пржевальского.
Весть о перемирии с турками привела к массовому исходу солдат с фронта. Закавказским комиссариатом было принято решение о разоружении покинувших фронт частей, что вызвало крайне негативную реакцию у солдат, не желавших сдавать оружие. 
Для вооружения национальных тюркских частей, формированием которых занялся Мусульманский национальный комитет, требовалось большое количество оружия, а поскольку основные воинские склады располагались в Тифлисе и Сарыкамыше, то мусульмане оказались удалены от дележа вооружений и военного имущества. Поэтому азербайджанские лидеры были ярыми сторонниками полного разоружения отходивших частей. Начало этому в декабре 1917 года было положено в Елизаветполе (Гяндже), где местные власти использовали первый конный Татарский полк под командованием грузинских офицеров для разоружения 219‑го запасного полка, значительную часть которого составляли армяне и русские. Эти действия привели к тому, что ситуация в Елизаветполе вышла из-под контроля властей и местного воинского начальника. 
В январе 1918 года на станциях Закавказской железной дороги Деляры, Акстафа, Шамхор, Ахтагля и др. (участок Тифлис — Баладжары), а также на станции Хачмас (участок Баку — Дербент) произошли нападения местных вооружённых групп на российские военные эшелоны с целью захвата оружия. Наиболее масштабное и кровопролитное столкновение имело место в районе станции Шамхор, где за 22—25 (по старому стилю, 9—12) января вследствие нападения азербайджанских вооружённых групп погибло около 2 тыс. российских военнослужащих, а ещё несколько тысяч получили ранения. У отходивших войск было захвачено более 30 орудий, около 100 пулемётов и 12 тыс. винтовок. Как считает В. М. Муханов, шамхорские события способствовали тому, что ситуация в Закавказье скатывалась к анархии. Одновременно с нападениями на воинские эшелоны, в Эриванской и Елизаветпольской губерниях практически ежедневно стали происходить масштабные столкновения азербайджанцев и армян, были зафиксированы первые поджоги азербайджанских и армянских селений.
Закавказский сейм — представительный и законодательный орган государственной власти в Закавказье, созванный Закавказским комиссариатом 10 (23) февраля, — был вынужден признать участившиеся случаи межнациональных столкновений, однако попытки примирения сторон комиссиями из представителей различных фракций к успеху не привели. Согласно В. М. Муханову, ситуацию прямо или косвенно подогревали сами представители крупных партий Закавказья: мусаватисты способствовали разжиганию межнациональной и религиозной вражды для привлечения в регион турецких войск под видом защиты мусульманского населения, а «лидеры дашнаков не препятствовали расправам армянских частей над местными мусульманами, оправдываясь тем, что последние блокируют движение воинских эшелонов и армянским частям приходится пробиваться с боем».
В Баку в это время соседствовали вооружённые отряды мусаватистов, дашнаков и Красная гвардия. Политическое противостояние усугублялось этнической напряжённостью, город жил в ожидании нового этнического насилия.
Ещё в середине 1917 года в связи с появившимися признаками революционного разложения русской армии члены армянских национальных комитетов Москвы и Петрограда попытались убедить А. Ф. Керенского в необходимости сохранения устойчивости Кавказского фронта. С этой целью они просили организовать переброску тысяч армянских военнослужащих с других фронтов на Кавказ, что могло стать решающим фактором для сохранения за Россией оккупированных территорий Турецкой Армении. Согласие было получено. Незадолго до краха Временного правительства, в октябре, Керенским было отдано распоряжение о переводе 35 тыс. армянских солдат на Кавказ с целью замещения русских частей. Лишь несколько тысяч из них, однако, достигли фронта; остальные же оказались в районе Баку, где большую часть 1918 года под руководством Армянского совета оказывали содействие советской администрации города.
Мусаватисты и большевики понимали, что вооружённое столкновение между ними — лишь вопрос времени. В марте 1918 года в Баку между большевистскими и мусаватистскими отрядами произошли столкновения, вошедшие в историю как «Мартовские события». Дашнаки, заявив первоначально о нейтралитете, впоследствии также выступили против мусаватистов, что решило исход противостояния. Антиазербайджанские погромы, начавшиеся в Баку, вскоре распространились по разным уездам Бакинской губернии. К власти в Баку пришла Бакинская коммуна — правительство большевиков и левых эсеров.

### Турецкое наступление
К январю 1918 года русские войска фактически оставили фронт. 3-й турецкой армии в этот период противостояли лишь разрозненные армянские части. В отсутствие русских войск межэтнические столкновения между армянами, курдами, турками и азербайджанцами в прифронтовой зоне приобрели массовый характер.
30 января (12 февраля) под предлогом защиты мусульманского населения от резни со стороны армян османская армия возобновила боевые действия и к 24 марта дошла до границ 1914 года, восстановив контроль над всей Восточной Анатолией. Мирное армянское население было вынуждено покинуть турецкие территории вместе с отступающими армянскими добровольческими формированиями.
По условиям Русско-турецкого дополнительного договора, подписанного в Брест-Литовске 3 марта, русские войска были обязаны незамедлительно покинуть округа Ардагана, Карса и Батума (Карскую и Батумскую области). Россия взяла на себя обязательство не вмешиваться в новую организацию государственно-правовых отношений этих округов и предоставить населению этих округов установить новый строй в согласии с соседними государствами, в особенности с Турцией. Кроме того, в договоре содержался и пункт, обязывавший советские власти «демобилизовать и распустить армянские четы, состоящие из турецких и русских подданных, которые находятся как в России, так и в оккупированных турецких провинциях». Подписанием Брестского мира фактически отменялось действие декрета СНК РСФСР «О Турецкой Армении», где говорилось о праве Западной Армении на полное самоопределение.
На основании подписанных соглашений османские части заняли Карскую и Батумскую области, вернувшись к границам 1877 года. 22 апреля под давлением Османской империи Закавказский сейм провозгласил независимость от России. Переговоры новообразованной Закавказской федеративной демократической республики и Турции не дали результатов, и 15 мая турецкие войска начали вторжение в Эриванскую губернию, которое ознаменовало начало трёхнедельной армяно-турецкой войны. Последовавший кризис привёл к распаду Закавказской федерации на национальные государства — Грузию, Азербайджан и Армению.
Ещё до распада Закавказской федерации представители азербайджанских партий посетили Стамбул с секретной миссией в поисках содействия младотурецкого правительства в провозглашении «второго турецкого государства». Стороны договорились о сотрудничестве — в частности, о содействии турецких военных в создании вооружённых сил будущего Азербайджана, их финансировании, помощи турецким войскам со стороны местного тюркского населения.
4 июня Османская империя в Батуми подписала мирные договоры с каждой из закавказских республик. Для Армении, национальные силы которой потерпели поражение в армяно-турецкой войне, условия договора были наиболее тяжёлыми — армянскому государству было оставлено менее половины территории бывшей Эриванской губернии — Новобаязетский уезд и восточные части Александропольского, Эриванского, Эчмиадзинского и Шарур-Даралагезского уездов). По турецко-азербайджанскому договору Турция признала за Азербайджаном территорию Бакинской и Елизаветпольской губерний, а также Ордубадский участок Нахичеванского уезда Эриванской губернии; кроме того, Османская империя обязалась помочь Азербайджану в установлении контроля над Баку и Нагорным Карабахом.
В июне 1918 года в Гяндже была создана турецко-азербайджанская Кавказская исламская армия для наступления на Баку, где власть после «Мартовских событий» перешла к Бакинской коммуне; в это же время армия Бакинской коммуны, преимущественно состоящая из армян, начала наступление в западном направлении с целью предотвратить соединение Кавказской исламской армии с местным азербайджанским ополчением. Военные действия между двумя сторонами окончились поражением сил Бакинской коммуны и, в результате, переворотом и установлением в Баку новой власти — Диктатуры Центрокаспия. Несмотря на помощь защитникам Баку со стороны британского деташемента Данстерфорс, в сентябре 1918 года Кавказская исламская армия взяла Баку, что привело к резне армянского населения в качестве мести за «Мартовские события».
Летом — осенью 1918 года в этнически смешанных районах Закавказья уже вовсю бушевала армяно-азербайджанская война. С одной стороны, генерал Андраник, не признавший условия турецко-армянского мирного договора, вёл бои против азербайджанского ополчения в Нахичевани и Зангезуре, с другой — Азербайджан при помощи Кавказской исламской армии пытался установить контроль над армянскими районами Карабаха.
Тем временем обозначились взаимные территориальные претензии молодых республик. Азербайджан претендовал, наряду с Бакинской и Елизаветпольской губерниями, на населённые мусульманами районы Эриванской губернии, Закатальский округ, а также частично или полностью на ряд уездов Тифлисской губернии — Тифлисский, Сигнахский, Борчалинский, Ахалкалакский, Ахалцихский. Армения претендовала на Эриванскую губернию, на южную часть Борчалинского уезда и Ахалкалакский уезд Тифлисской губернии и на горные части Елизаветпольской губернии — Зангезур, Карабах и Казах. Грузия имела территориальные споры с Азербайджаном в Закатальском округе и ряде уездов Тифлисской губернии, а с Арменией — в Борчалы и Ахалкалаки. После ухода турецких войск из Закавказья в связи с поражением Османской империи в мировой войне и подписанием Мудросского перемирия, все три республики стали претендовать на Карскую и Батумскую области, также оставленные турецкими войсками.
|  |

Проблема принадлежности Борчалинского уезда вылилась в войну между Грузией и Арменией, а территориальные споры Азербайджана и Грузии продолжались вплоть до установления в Закавказье советской власти, хоть и не перерастали в войну.
В то же время, армянское население Карабаха и Зангезура отказывалось подчиняться властям Азербайджана, намереваясь войти в состав Армении, однако армянские власти были неспособны оказать им существенную помощь. В свою очередь, населённые мусульманами районы к югу от Эривани отказывались признавать власть Республики Армении, получая поддержку и оружие из Турции и Азербайджана. Конфликт интересов в итоге и привёл к кровавому противостоянию на спорных территориях.

## Спорные территории и аргументы сторон

### Елизаветпольская губерния
Елизаветпольская губерния была образована в 1868 году из восточных горных уездов Эриванской и Тифлисской губерний и западных равнинных уездов Бакинской губернии. Население было преимущественно представлено азербайджанцами и армянами. Армяне составляли большинство постоянного населения горных районов, но азербайджанцы, занимавшиеся животноводством, каждый год на лето массово перекочёвывали с равнин на горные пастбища Елизаветпольской губернии.
Армяно-азербайджанским конфликтом в этот период оказались охвачены горные районы Елизаветпольской губернии, которые можно условно разделить на три части:
- юго-западную горную часть Казахского уезда вместе с Дилижаном;
- Нагорный Карабах — большая часть Шушинского уезда и горные районы Елизаветпольского, Джеванширского и Джебраильского уездов;
- Зангезур, отделённый от Нагорного Карабаха плотной полосой азербайджанских и курдских селений.

Нагорная часть Казахского уезда после распада Закавказской федерации оказалась в составе Армении, в то время как в Нагорном Карабахе и Зангезуре ещё два года шло армяно-азербайджанское противостояние.
В Карабахе этническая граница практически соответствовала физико-географической границе Нагорного и Равнинного Карабаха, проходя по западной окраине Мильско-Карабахской степи. При этом в азербайджанонаселённым Равнинном Карабахе было некоторое количество армянских, а в армянонаселённом Нагорном Карабахе азербайджанских сёл. Шуша, крупнейший город Карабаха, имел азербайджанский и армянский квартал. В летние месяцы ввиду миграций азербайджанских кочевников этническая граница стиралась и в Нагорном Карабахе образовывалась широкая полоса со смешанным населением.
Зангезур представлял собой стратегический коридор, соединяющий Восточное Закавказье, Эриванскую губернию и Нахичевань. На 1916 год здесь проживало 120 тысяч мусульман и 101 тысяча армян (без учёта азербайджанских скотоводов Равнинного Карабаха, летом перекочёвывавших на пастбища горных районов Зангезура ), причём значительная часть мусульман компактно населяла периферийные районы — так, юго-восточная окраина (окрестности Кубатлы) была населена исключительно мусульманами. Армянской стороной предлагался проект административно-территориальной реформы Закавказья, предусматривавшей, в частности, отделение периферийных районов от центрального Зангезура, население которого без учёта кочевников таким образом составило бы 88 тысяч армян, 2 тысячи иных христиан и 46 тысяч мусульман.
Американский историк Ричард Ованнисян указывает, что и Армения, и Азербайджан имели вполне обоснованные притязания на эти районы.
Республика Армения, претендуя на горные районы Елизаветпольской губернии, обосновывала свои права на эти территории наличием преобладающего армянского населения, единством религии и культуры. Нагорный Карабах представляет собой восточную часть Армянского нагорья, резко отличающуюся от населённых азербайджанцами равнинных районов. Эта горная местность являлась для Армении естественной границей, защищавшей проход в Аракскую долину и на Араратскую равнину. Утрата Карабаха означала бы разрушение географической целостности Армении. Со стратегической точки зрения, потеря нагорных районов означала для Армении ликвидацию последнего барьера между Азербайджаном и Турцией и изоляцию от Ирана. Исторически эти районы входили в армянские провинции Арцах, Утик и Сюник, и даже после падения последнего армянского царства в XI веке здесь сохранялись остатки армянской государственности. На территории Нагорного Карабаха в позднем средневековье образовалось пять армянских меликств, которые имели автономию под сюзеренитетом Сефевидского государства.
Азербайджанская сторона также имела свои исторические, географические и экономические аргументы. Хотя армянские меликства располагали определённой автономией, они входили в состав тюркских Карабахского беглербекства и Карабахского ханства. На протяжении веков, предшествовавших российскому владычеству, тюркские племена господствовали в Закавказье. В Елизаветпольской губернии азербайджанцы составляли абсолютное большинство в семи из восьми уездов, и даже в Нагорном Карабахе азербайджанцы и курды представляли значительное меньшинство. По мнению азербайджанской стороны, произвольное выделение районов компактного проживания армян и их присоединение к Армении угрожало бы географическому, экономическому и политическому единству региона. Азербайджанская сторона, в отличие от армянской, не противопоставляла нагорные и равнинные районы, а рассматривала их как единое целое, что вписывалось в традиционный для азербайджанцев кочевой образ жизни.
Анатолий Ямсков указывает, что по переписи 1897 года азербайджанцы составляли 54,8% (115,8 тысяч человек) сельского населения Шушинского и Джеванширского уезда, и только тридцатая часть летом оставалась на карабахских равнинах, остальные же на четыре-пять тёплых месяцев поднимались в горы Нагорного Карабаха и Зангезура. Арсен Сапаров также указывает, что ввиду скотоводческого образа жизни, выживание кочевников Карабаха зависело от доступа к высокогорным пастбищам нагорных частей Карабаха, куда они поднимались ежегодно в летние месяцы, проходя через поселения оседлого населения.
Разделение равнинных и горных районов между двумя государствами лишило бы многочисленных азербайджанских кочевников летних пастбищ. Предлагавшиеся армянской стороной решения — организация орошения в степных районах Азербайджана, перевод на новые пастбища на севере Азербайджана или подписание специального межгосударственного соглашения, оговаривающего использование кочевниками пастбищ в «армянском» Карабахе, — не были приемлемыми для азербайджанской стороны.
Со стратегической точки зрения, Нагорный Карабах представлял такую же важность для Азербайджана, как и для Армении, поскольку отсутствие контроля над этим регионом и коммуникациями с Турцией подрывало безопасность Азербайджана. Азербайджанская сторона также выдвигала экономические аргументы: Елизаветпольская губерния была привязана к Азербайджану, поскольку практически все основные транспортные маршруты были завязаны на Баку, а не на Эривань. Армяне Нагорного Карабаха зависели от поставок из Баку, и тысячи местных жителей имели там постоянную или сезонную работу.

### Эриванская губерния
Согласно статистическим данным за 1916 год, в Эриванской губернии в целом армянское население составляло большинство, однако в трёх из семи уездов губернии — Нахичеванском, Шаруро-Даралагезском и Сурмалинском — преобладало мусульманское население (преимущественно азербайджанцы и, в меньшей степени, курды). Накануне провозглашения независимости Армении в Эриванской губернии проживало 670 тысяч армян и 375 тысяч азербайджанцев.
До конца 1918 года претензии Азербайджана на Эриванскую губернию ограничивались теми территориями, которые не были оккупированы Турцией по условиям Батумского договора, однако сразу после ухода турок Азербайджан предъявил претензии на Нахичеванский, Шарур-Даралагезский и Сурмалинский уезды, а также на части Эчмиадзинского и Эриванского уездов, включая окрестности самой Эривани. Аргументы азербайджанской стороны были историческими и демографическими: до аннексии этого региона Россией его территория принадлежала мусульманским ханствам. Несмотря на то, что сюда после присоединения к России были переселены тысячи армянских иммигрантов, южные уезды сохранили мусульманский характер, причём большинство мусульман были азербайджанцами, напрямую связанными с Азербайджанской Республикой.
Согласно армянской позиции, хотя мусульмане и располагали большинством в ряде уездов, в целом по губернии большинство составляли армяне, а удовлетворение права азербайджанского населения на самоопределение привело бы к разрушению целостности территории Республики Армении. С исторической точки зрения, в древности и Средневековье этот регион входил в состав армянских государств, причём в долине реки Аракс располагались их столицы. Армения рассматривала численное преобладание азербайджанцев в ряде уездов как следствие мусульманских вторжений, радикально изменивших демографическую ситуацию в регионе. Армянская сторона также приводила географические аргументы, согласно которым Аракская долина, которая находилась на высотах до 1200 метров над уровнем моря, не была связана топографически с Восточным Закавказьем, степи и равнины которого находились на высотах до 300 метров над уровнем моря. Армения была заинтересована в обладании Аракской долиной, где находились жизненно необходимые сельскохозяйственные земли. Кроме того, Аракская долина соединяла Армению и Иран, через неё проходила стратегически важная железная дорога, а также наиболее доступный путь в Зангезур и Карабах. С политической точки зрения, Армения пыталась не допустить создание общей границы между Азербайджаном и Турцией, которая представляла для Армении угрозу.

## Участие иностранных сил
Армяно-азербайджанская война проходила на фоне столкновения интересов ряда иностранных государств, которые так или иначе влияли на ситуацию в регионе.

### Османская империя
Две русские революции 1917 года и последующий развал Кавказского фронта дали младотурецкому правительству надежду на осуществление давних планов Османской империи относительно Кавказа. Как считали в турецком правительстве, пантюркистская экспансия была способна компенсировать потерю арабских провинций. Начав в середине февраля 1918 года наступление, османская армия установила контроль над ранее захваченными Россией провинциями Восточной Анатолии, а к концу апреля — и над Карской и Батумской областями. Лёгкое и быстрое продвижение войск убедило военного министра Энвер-пашу перейти к дальнейшей экспансии. В качестве начальных целей были поставлены установление контроля над Бакинским нефтепромышленным районом и аннексия Иранского Азербайджана. В дальнейшем считалось возможным продолжить экспансию на Туркестан и Закаспийский регион и организовать панисламистские антибританские восстания в Южном Иране, Индии и Афганистане.
К концу мая турецкая армия нанесла поражение армянским добровольческим частям, а 4 июня Турция подписала «договоры о мире и дружбе» с тремя государствами, на которые распалась Закавказская федерация. Армения и Грузия были вынуждены принять все территориальные претензии Турции. Азербайджан, в отличие от них, сохранил свою заявленную территорию, причём Турция также обязалась помочь АДР восстановить порядок и безопасность на её территории (что подразумевало подавление армянских сил в Нагорном Карабахе и установление контроля над Баку). В то же время Турция не признала Азербайджан, рассматривая его территорию как часть будущей Туранской империи. Как отмечает польский историк Т. Светоховский, турецкое военное командование неоднократно вмешивалось в действия азербайджанских властей.
Далеко идущие планы Энвер-паши, однако, вызвали протест, а затем и противодействие со стороны Германской империи, которая остро нуждалась в бакинской нефти. Под давлением Германии, взявшей под свой протекторат Грузию, Энвер-паше пришлось отказаться от использования в наступлении на Баку регулярных турецких войск (для их переброски потребовалось бы задействовать грузинский участок Закавказской железной дороги). Вместо этого османское командование направило свои основные силы в Иранский Азербайджан. Для захвата Баку в Елизаветполе (Гяндже) из местных добровольцев и турецких военнослужащих была сформирована Кавказская исламская армия, ядром которой стала 5-я турецкая дивизия. Армию возглавил турецкий генерал Нури-паша. Дивизия была переброшена в Гянджу через Александрополь — Дилижан — Акстафу, в обход грузинской территории.
15 сентября Кавказская исламская армия захватила Баку, который был провозглашён столицей Азербайджана. Однако уже через полтора месяца Турция, потерпев поражения на других фронтах мировой войны, была вынуждена капитулировать и начала вывод своих войск из Закавказья по условиям Мудросского перемирия. Для сохранения своего влияния в Закавказье Турция инспирировала провозглашение сепаратистских образований — Аракской и Карской республик — и оставила в регионе многих своих офицеров, перешедших на службу в местные вооружённые формирования. Эту политику османского руководства в отношении Закавказья продолжили турецкие националисты, осознававшие стратегическое значение коридора Турция — Нахичевань — Зангезур — Азербайджан

### Великобритания
После Октябрьской революции, в декабре 1917 года, Великобритания и Франция заключили соглашение, разделившее территорию Россию на сферы влияния. Территория к северу от Чёрного моря попала в зону ответственности Франции, территория к востоку (в том числе Северный Кавказ и Закавказье) — в зону ответственности Великобритании.
Официальная цель интервенции союзников на Юге России заключалась в недопущении проникновения в регион войск Центральных держав и обеспечении безопасности британских владений на Среднем Востоке. Российский историк Л. И. Мирошников указывает на то, что целью Великобритании в Закавказье и Закаспии являлось полное доминирование в этом регионе и поддержка контрреволюции в России с целью свержения Советской власти.
По оценке британской разведки того периода, географическое и стратегическое преимущество Южного Кавказа состояло в том, что именно через этот регион проходили транспортные пути в направлении внутренних районов Азии. Великобритания была заинтересована в доступе к бакинской нефти, а также в использовании Закавказья в качестве барьера против революционизирующего влияния большевистской России на британские владения в Южной Азии.
Первая попытка британской интервенции относится к концу лета — началу осени 1918 года. 7 — 17 августа на фоне разворачивающегося наступления Кавказской исламской армии на Баку сюда прибыл из Персии британский деташемент Денстерфорс под командованием генерала Лионеля Денстервиля. 14 сентября, однако, британские подразделения были эвакуированы.
Окончание Первой мировой войны и вывод из Закавказья войск Центральных держав создали новые условия для британского вмешательства. Британское командование в Месопотамии поручило осуществить оккупацию Баку и нефтяных промыслов генералу Уильяму Монтгомери Томсону, командующему британскими войсками в Северной Персии. На переговорах с азербайджанской делегацией Томсон потребовал вывести из Баку к 17 ноября все азербайджанские и турецкие войска. Совместно с британскими подразделениями в Баку вводились части Кавказской армии под командованием Л. Ф. Бичерахова, эвакуированные из Петровск-Порта, где они держали оборону против вторгшихся в Дагестан турецких войск. При этом генерал Томсон, который принимал на себя обязанности генерал-губернатора Баку, сообщил, что остальная часть Азербайджана останется под контролем азербайджанского правительства и его войск и что в Баку не будут допущены «вооружённые армяне». Азербайджан не был признан союзниками официально, но представители Англии, Франции и США заявляли о намерении установить связи с его фактическим правительством.
Британские подразделения во главе с генералом Томсоном прибыли в Баку 17 ноября.
28 декабря генерал Томсон признал правительство АДР единственно законной властью на территории Азербайджана до соответствующего решения Парижской мирной конференции.
11 декабря военное министерство Великобритании в своём приказе изложило задачи британской военной миссии в Закавказье: обеспечение выполнения Турцией условий перемирия, контроль над Закавказской железной дорогой и нефтепроводом Баку — Батум, оккупация Баку, Батума и, возможно, Тифлиса. При этом военный кабинет принял точку зрения Уинстона Черчилля, что рано или поздно Россия вернётся в Закавказье.
В декабре 1918 — январе 1919 года в Батуме высадилась 27-я дивизия, переброшенная из Салоник. 24 декабря была учреждена штаб-квартира и. о. бригадного генерала Дж. Кук-Коллиса, а 26 декабря, несмотря на сопротивление премьер-министра Грузии Н. Жордании, британские подразделения были направлены в Тифлис. 12 января было создано британское генерал-губернаторство в Карсе, а 26 января — в Шарур-Нахичевани (подробнее см. Армяно-азербайджанская война (1918—1920)#Араксская долина после Первой мировой войны). Всего в этот период численность английских войск в Закавказье достигала 20 тысяч, из них 5 тысяч — в Баку.
Как указывает американский конфликтолог Арсен Сапаров, британская политика в Закавказье была обусловлена двумя факторами: с одной стороны, намерение установить контроль над регионом, с другой — нехватка войск для силового воплощения этого намерения. В этих условиях британцы не могли отказываться от сотрудничества с местными политическими силами, и их решения и действия, в том числе в отношении армяно-азербайджанского противостояния, зачастую обуславливались складывающейся политической конъюнктурой и ситуацией на местах.
Британцы, как правило, предпочитали строить свою политику в отношении этнических конфликтов в Закавказье исходя из дореволюционного административно-территориального деления. Именно поэтому в Елизаветпольской губернии Великобритания поддержала притязания Азербайджана на Карабах и Зангезур (см. разделы о противостоянии в Зангезуре и противостоянии в Карабахе), а в Эриванской губернии — претензии Армении на Араксскую долину (см. раздел о противостоянии в Шарур-Нахичевани).
В качестве временного или постоянного решения этнического конфликта британские представители выдвигали идеи обмена населением смешанных районов.
Ричард Ованнисян высказывает своё видение причин того, что Великобритания поддержала притязания Азербайджана на Карабах и Зангезур: имея многомиллионное мусульманское население в своей империи, британцы, по его мнению, желали задобрить его своей поддержкой первой республики на мусульманском Востоке; кроме того, обретение Азербайджаном политической и экономической стабильности могло бы ослабить воздействие на него пантюркистской и панисламистской агитации со стороны Турции. Британцы также могли полагать, что Армении будут переданы восточные турецкие провинции, а поэтому они могли считать целесообразной передачу Азербайджану Карабаха и Зангезура. Большую роль играл и основной фактор британской политики в Закавказье — нефть; доступ к бакинской нефти было бы легче получить при наличии в Баку благодарного правительства.
Британское военное присутствие в Закавказье продлилось недолго. Уже в 1919 году перед Британской империей возникли серьёзные угрозы в куда более важных регионах — Ирландии, Индии, Афганистане, Египте и Турции. В этих условиях британское правительство сочло сохранение военного присутствия в Закавказье нецелесообразным и 3 июля 1919 года приняло решение об эвакуации. Британский военный гарнизон был временно оставлен лишь в Батуме. К уходу британских сил из Закавказья отрицательно отнеслись как в Азербайджане, так и в Армении: азербайджанское правительство опасалось возможных осложнений с Добровольческой армией, а армянское правительство испытывало серьёзные опасения ввиду вспыхнувших по всему югу и юго-востоку Армении мусульманских восстаний. На заседании армянского парламента 15 августа 1919 года, посвящённом военной угрозе со стороны мусульман, многие депутаты заявили о разочаровании в Антанте; была выдвинута и идея переориентации на Россию.
Тем не менее и после вывода войск Великобритания продолжала играть важную роль в Закавказье вплоть до 1920 года, когда приход 11-й Красной Армии вытеснил англичан из политической и экономической жизни региона.

### Юг России (белые силы)
Оказавшись в фактической изоляции от внешнего мира, Республика Армения стала, невзирая на гражданскую войну, тайно искать возможности установления связей как с советскими, так и с несоветскими государственными образованиями, существовавшими на территории России. Правительство Армении пыталось таким образом добиться признания её независимости и обеспечить дружественные отношения со всеми государственными образованиями на территории России, рассчитывая на то, что Россия сможет нейтрализовать враждебность в отношении Армении со стороны других закавказских государств и опасность, грозящую со стороны Турции. Армянское правительство установило связи с антисоветским краевым правительством Кубани и командованием вооружённых сил Юга России в надежде на их содействие возвращению армянских военнопленных и беженцев на родину и организации поставок хлеба, других продуктов питания, оружия и боеприпасов. При этом армянские власти осознавали, что Добровольческая армия Юга России, как и Советская Россия, не признаёт существование независимых государств, отделившихся от бывшей Российской империи.
Контактам между Арменией и ВСЮР всячески препятствовала британская военная миссия в Закавказье, рассматривавшая деникинцев как стратегических соперников Великобритании в этом регионе.
Летом 1919 года на фоне тяжёлой военно-политической ситуации, сложившейся в Армении в связи с восстаниями мусульман Карса и Шарур-Нахичевани, начальник Главного штаба армянской армии полковник М. М. Зинкевич в секретном письме-донесении на имя начальника штаба главного командования Вооружённых сил Юга России (ВСЮР) попросил о «моральной, а лучше — материальной помощи» армянам как «самому нейтральному элементу», ввиду важности армянского вопроса для России как в прошлом, так и в перспективе. Согласно воспоминаниям командующего Войсками Юга России генерала А. И. Деникина, в июле 1919 года ВСЮР через Батум и Ардаган отправили в помощь Армении несколько миллионов патронов.
По воспоминаниям современников, без этой помощи «Армения, возможно, погибла бы год назад… Армения получала непосредственную помощь… лишь боеприпасы из России». Армянский историк Гегам Петросян отмечает, что военно-экономическая помощь Юга России оказывалась с целью наращивания политического влияния в Армении. Добровольческая армия Деникина не желала признавать независимости Республики Армении, помогая ей лишь с целью возвращения Армении в состав России. Власти Армении и сами не спешили устанавливать официальные отношения с Югом России, всё ещё надеясь на поддержку странами Антанты их требований на Парижской мирной конференции. Особенные надежды возлагались на американского полковника Хаскелла и получение американского мандата на Армению. Эти надежды, впрочем, не оправдались.
Лишь в августе 1919 года армянское правительство отправило Зинкевича в Екатеринодар с целью урегулирования отношений с Югом России. Когда тот вернулся в начале октября, он уже был официальным представителем ВСЮР при правительстве Республики Армении. Армения, однако, продолжала осторожную политику, не желая воплощения вынашиваемых Белым движением планов восстановления Российской империи.
Отношения ВСЮР и Азербайджана были, напротив, напряжёнными. Занятие Добровольческой армией Дагестана серьёзно беспокоило азербайджанское правительство, опасавшееся продолжения экспансии белогвардейцев на Азербайджан с целью восстановления границ Российской империи. Деникин, однако, несмотря на неприятие независимых государств Закавказья, не мог вести военные действия против Азербайджана, так как это означало бы разрыв с Антантой. Тем не менее, он не мог отказаться от бакинской нефти, предпочитая добиваться её дипломатией и угрозами. В сентябре 1919 года Деникин направил ноту правительству Азербайджана с требованием не только обеспечить Юг России нефтью и нефтепродуктами, но и создать условия для капитального ремонта военных кораблей Добровольческой армии в единственной мастерской Каспийского флота. В октябре была направлена вторая нота, ещё более жёсткая. Затем из Баку был отозван представитель главного командования Добровольческой армии, что уже означало разрыв отношений. В Азербайджане и Грузии распространились слухи о готовящихся военных действиях деникинцев против Баку.
В начале ноября Азербайджан предпринял Зангезурскую экспедицию с целью установления контроля над Зангезуром и выхода на границу с Турцией. Русская разведка сочла, что таким образом Азербайджан рассчитывал получить необходимое оружие и боеприпасы для военных действий против Юга России и Армении. Пытаясь предотвратить это, Деникин 9 ноября подписал приказ, в котором «в связи с враждебным отношением азербайджанских властей к русской армии и вероломным нападением азербайджанских войск на территорию Армении» призвал русских офицеров азербайджанской армии покинуть службу. Согласно Гегаму Петросяну, этот приказ вызвал слухи о тайном военном союзе Юга России и Армении и готовящемся совместном нападении на Азербайджан, что вынудило азербайджанские власти отказаться от своих планов в Зангезуре.
Как указывают российские историки Кармов и Лобанов, ВСЮР представляли для Азербайджана угрозу до своего краха, однако уже в январе 1920 года на северной границе появилась новая угроза — со стороны Советской России. 7 февраля 1920 года белое командование признало независимость государств Закавказья, однако уже вскоре Юг России пал под ударами большевиков.

### Советская Россия
До весны 1920 года отношения между Республикой Арменией и РСФСР были ограниченными в силу того, что Совнарком РСФСР не признавал независимости закавказских республик. Народный комиссар иностранных дел РСФСР Г. В. Чичерин называл Армению и Азербайджан «шутовскими республиками». Кавказский краевой комитет РКП(б) и Кавбюро призывали к насильственному свержению правительства Армении, которое они считали «лакеем империализма» и заклятым врагом рабочих и крестьян. Контакты Армении с антибольшевистскими государственными образованиями Юга России в Советской России рассматривались как проявление недружественного отношения.
К армяно-азербайджанскому конфликту Советская Россия интереса не проявляла. Контакты между НКИД РСФСР и МИД Азербайджана в начале 1920 года ограничивались вопросами сотрудничества против деникинцев и возможности признания Советской Россией независимости Азербайджана.
В середине апреля 1920 года части 11-й армии РККА, разбив остатки войск Деникина, подошли к северным границам Азербайджана. В ночь с 27 на 28 апреля в Баку было свергнуто правительство АДР. Азревком провозгласил Советскую власть и обратился к СНК РСФСР с просьбой о немедленной военной помощи. 28 апреля СНК АзССР отдал приказ азербайджанским войскам в Карабахе и Зангезуре прекратить наступление и перейти к обороне.
Председатель Кавбюро (Кавказского бюро РКП (б)) Серго Орджоникидзе, вдохновлённый достигнутыми успехами, собирался продолжить установление Советской власти на остальной территории Закавказья, однако из Москвы пришла директива, временно запрещавшая Кавбюро вмешиваться в дела Армении и Грузии.
Как указывает политолог Арсен Сапаров, ввиду отсутствия чётких границ между Азербайджаном и Арменией и наличия спорных территорий — Карабаха, Зангезура и Нахичевани, — у Кавбюро оказалась возможность интервенции без нарушения требований Москвы. Согласно Сапарову, национальные интересы Азербайджана и цели Советской России совпали; у азербайджанских большевиков появилась возможность закрепиться на спорных территориях, добившись при этом достижения одной из основных целей Москвы — создания наземного коридора с Турцией (см. Советская помощь Турецкой Республике).

## Противостояние в Шарур-Нахичевани

### Первые столкновения в Нахичеванском уезде
Вскоре после Октябрьской революции в Нахичевани и Джульфе были созданы совместные армяно-азербайджанские комитеты, ставившие перед собой задачу поддержание межэтнического мира и спокойствия. В тот же период в этих городах возникли армянские и азербайджанские отряды самообороны. Совместные комитеты, однако, просуществовали недолго. Постепенно отношения между азербайджанцами и армянами ухудшались, и в определённый момент стало очевидно, что совместной армяно-азербайджанской власти больше не существует. Армяне, жившие в центральных азербайджанских кварталах Нахичевани, массово переселялись в армянские кварталы; в то же время армянские магазины были переведены в армянскую часть города. Азербайджанцы расценили это как подготовку к войне и начали вооружаться. 15 марта в городе начались армяно-азербайджанские столкновения.
Столкновения в Нахичевани с использованием стрелкового оружия, а затем и артиллерии, шли с переменным успехом. Попытка посредничества со стороны Макинского сардара Муртузакули-хана не имела успеха.
В других районах уезда ситуация складывалась в пользу армян. В ходе боевых действий были уничтожены многие азербайджанские селения. Согласно турецкому историку Ибрагиму Этхему Атнуру, в распоряжении армян находился военный склад в Джульфе, способный обеспечивать целую армию, в то время как азербайджанские ополченцы были вынуждены платить за каждый патрон. Тем не менее, азербайджанцам также удалось организоваться и вооружиться. Сложившееся относительное равенство сил между враждующими сторонами позволило во второй половине апреля заключить перемирие. Согласно условиям перемирия, в каждом городе и районе уезда назначался один азербайджанский и один армянский комиссар. Согласно Ибрагиму Атнуру, вплоть до прихода Андраника летом 1918 года в регионе установилось относительное спокойствие. Единичные стычки и столкновения своевременно пресекались.

### Нахичеванский поход Андраника и установление турецкой администрации
4 июня 1918 года подписанием Батумского договора завершилась армяно-турецкая война. Генерал Андраник, командир армянской Особой ударной дивизии, отказался признавать этот договор, назвав его унизительным, а подписавших его — предателями. Он также отказался признавать Республику Армению и подчиняться приказам, за что 5 июня был уволен из армии.
Андраник повёл свой отряд через Нахичеванский уезд в Иран, где планировал соединиться с английскими войсками и продолжить борьбу с турками. По прибытии 20 июня в Нахичевань он приказал взорвать туннели и мосты для того, чтобы помешать передвижению турецких войск по железной дороге к Джульфе.
21 июня Андраник прибыл в Джульфу, где перешёл иранскую границу, разоружив небольшой турецкий отряд, охранявший мост через реку Аракс.
24 июня отряд Андраника был перехвачен частями турецкой 12-й пехотной дивизии в 3 км от города Хой. Потеряв в столкновении с турками 125 человек, Андраник был вынужден отказаться от своих планов и вернуться обратно в Нахичеванский уезд. Реку Аракс Андраник переходил у селения Яйджи в нескольких километрах от Джульфы, где ввязался в бой с местным ополчением. В азербайджанских и турецких источниках отряд Андраника обвиняют в том, что в ходе этого столкновения они устроили массовую резню мирных жителей. Служившие у Андраника русские офицеры опровергали эти обвинения. После столкновения в Яйджи Андраник со своим отрядом обосновался в армянском селении Чаннаб в окрестностях Ордубада. Находясь в уезде, отряд Андраника разгромил несколько азербайджанских селений, но и сам также понёс большие потери в ходе столкновений с азербайджанским ополчением.
28 июня, когда сообщения о нападениях армян на местное население распространились по округе, находившийся в Шаруре турецкий офицер Халил-бек призвал население Шарура и Шахтахтов подниматься на войну против Андраника, а также обратился к командованию с просьбой отправить в Нахичеванский уезд войска.
Узнав об отправке турецкой дивизии, Андраник отвёл отряд в армянское селение Абракунис, где рассчитывал набрать пополнение, но его планы не оправдались.
Не сумев пробиться к британским войскам в Иране, Андраник попытался найти союзника в лице Советской власти, которая весной 1918 года утвердилась в Баку. 14 июля Андраник издал приказ о переходе Нахичеванского уезда в состав Советской России, объявил военное положение и потребовал от населения сдать оружие. В тот же день Андраник отправил письмо комиссару по делам Кавказа Степану Шаумяну, в котором сообщил, что переходит под власть центрального российского правительства и объявляет Нахичеванский уезд территорией РСФСР, а также собирается воспрепятствовать продвижению турецкой армии на территории уезда. В ответном письме «народному руководителю Андранику» Шаумян сообщил, что передал его обращение в Москву, и объявил, что считает Андраника настоящим народным героем. В Москве обращение Андраника встретили с одобрением; в нескольких газетах появились статьи, превозносившие Андраника как народного героя. Сам Андраник объяснял свое решение тем, что сам он и армянский народ связаны с русским народом честью и совестью.
Мусульманский национальный комитет Нахичевани, однако, отказался сдавать оружие и начал готовиться к наступлению армян. 16 июля Андраник выступил со своим отрядом из Абракуниса на Нахичевань. По пути утром 17 июля Андраник ударил по селу Нехрам, но получил отпор. Понеся потери, Андраник отступил к берегу реки Нахчыванчай, заняв позиции на холмах на подступах к Нахичевани.
Попытавшись овладеть городом, армяне в ходе трёхдневных ожесточённых боёв не смогли взять верх над местным ополчением и были выбиты из города подоспевшей 20 июля турецкой дивизией. Под ударами турецкой армии и азербайджанского ополчения Андраник отступил в Зангезур, где его отряд в дальнейшем сыграл большую роль в армяно-азербайджанском противостоянии.
Установившие контроль над Нахичеванским уездом турки овладели участком Шахтахты — Джульфа Завкавказской железной дороги, которую они смогли использовать для переброски войск в Тебриз. 7 августа в Нахичевани обосновался штаб генерала Кязыма Карабекира, командира I Кавказского Особого корпуса, которому была поручена оборона районов Тебриза и Нахичевани. Вслед за турецкими войсками в уезд пришла и турецкая администрация. Территории, отошедшие Османской империи по Батумскому договору, включая Шарур-Нахичевань, были аннексированы.
Согласно председателю Ордубадского национального комитета Мир-Гидаяту Сеидзаде, с приходом турок в регионе на три месяца прекратились столкновения. В то же время, как указывает американский историк Ричард Ованнисян, вследствие турецкого наступления около 100 тысяч армянских жителей южных уездов Эриванской губернии стали беженцами.

### Аракская долина после Первой мировой войны
Поражение Османской империи в Первой мировой войне и подписание ею Мудросского перемирия, по которому турецкие войска должны были покинуть Закавказье, поставило мусульманское население аннексированных Турцией земель перед угрозой передачи под контроль Армении. Чтобы не допустить этого, турецкое командование в нарушение условий перемирия начало организацию местного мусульманского ополчения, задержав эвакуацию войск за Арпачай (русско-турецкая граница по состоянию на 1877 год) до 4 декабря. За это время в Аракской долине было сформировано несколько батальонов из местных мусульман и инспирировано провозглашение Аракской Тюркской республики. В помощь её властям в Аракской долине были оставлены военнослужащие османской армии.
Тем временем в ноябре—декабре 1918 года вооружённые отряды турецких армян, вдохновлённые поражением Османской империи в войне, опустошили несколько мусульманских сел Даралагеза. На место изгнанных жителей поселилось 15 тысяч армянских беженцев из Османской империи. Армянские власти в то же время организовали пропагандистские акции в мусульманских селениях, заявляя о своих добрых намерениях, миролюбии и о готовящейся передаче Антантой под контроль Армении территории Аракской республики.
В начале декабря в Камарлу на встречу с представителями самопровозглашённой Аракской республики выезжала делегация от правительства Армении, однако она не добилась успеха. В то же время на сторону армянских властей перешло селение Улуханлы (центр Зангибасара), находящееся в 20 км от Эривани. Диктатор Араксского правительства Амир-бек Заманбекзаде и военный министр Ибрагим-бек Джахангироглы приказали схватить Али-хана Макинского, выступавшего за присоединение к Армении. Однако прежде чем направленный ими вооружённый отряд успел добраться до Улуханлы, село было занято армянским отрядом из 300 конников и 400—500 пехотинцев. Захват Улуханлы привёл в замешательство руководителей самопровозглашённой республики и вынудил их эвакуироваться. Сразу же после этого в Камарлу вошли армянские отряды, вместе с которыми прибыл и Али-хан Макинский.
10 декабря армянские части под командованием полковника Долуханова начали наступление на Шарур (юго-запад Шаруро-Даралагезского уезда). По пути они установили контроль над крупным селом Давалу с преимущественно армянским населением, однако ополчение Ведибасарского района с центром в Беюк-Веди под командованием Аббаскули-бека Шадлинского дало отпор армянам. Обойдя Ведибасар, армянский отряд продолжил наступление, угрожая Садараку. Глава Аракского правительства Амир-бек и военный министр Ибрагим-бек приступили к организации обороны и запросили помощь из Нахичевани. Командир нахичеванского ополчения Керим-хан Эриванский проигнорировал эту просьбу, но из других районов Шарур-Нахичевани на помощь Аракскому правительству прибыло несколько отрядов. Численно превосходящему их армянскому отряду, однако, удалось разбить мусульманское ополчение у Араздаяна и затем захватить Садарак.
14 декабря армяне начали наступление на Шарур, но потерпели поражение у Баш-Норашена. Следующий бой произошёл на перевале Дахна (Волчьи ворота) — тут мусульманское ополчение под натиском противника начало беспорядочно отступать; в результате армяне установили контроль над перевалом, а также сёлами Демирчи Гушчу и Махта. Наступление на Шарур было остановлено лишь с активизацией военных действий между Грузией и Арменией в Борчалинском уезде. Одновременно армянский 8-й пехотный полк атаковал Сурмалинский уезд и захватил населённые пункты Кулп (Дузлуджа) и Игдыр. Однако ввиду нехватки личного состава армяне лишь расставили гарнизоны в стратегических пунктах между южной границей Карской области и границей с Ираном.
Неспособность сдержать армянское наступление и бегство многих министров Аракского правительства привели к падению его авторитета. С отъездом в Карс военного министра Ибрагим-бека Джахангироглы Аракская республика прекратила существование, а Нахичеванское уездное правительство обратилось к Ирану с просьбой о военной помощи и начало подготовку к переговорам с армянскими властями.
Иран направил в Нахичевань делегацию из двух армян и двух мусульман для посредничества между азербайджанской и армянской стороной. Делегация прибыла в Нахичевань 23 декабря и, согласно воспоминаниям турецких офицеров Халил-бека и Вейсал-бека, 25 декабря отправилась в Эривань. Одновременно из Нахичевани в Демирчи-Кушчу была отправлена делегация нахичеванского правительства, в состав которой вошёл Джафаркули-хан Нахичеванский, с предложением полковнику Долуханову о временном прекращении огня. Однако делегация была арестована, а Долуханов начал наступление на Норашен и Енгиджу. На этот раз армянским частям противостояло хорошо организованное ополчение во главе с опытными командирами полковником Келбали-ханом Нахичеванским и Мешади Али Аскер-агой, которое сумело в результате двухдневных боев выбить армян из захваченных ранее шарурских сёл, а затем из Волчьих ворот. Армянские отряды расположились в Давалу, а азербайджанские — в Араздаяне. 28 декабря Келбали-хан и его отряд вернулись в Нахичевань. После провала в Шаруре Долуханов предпринял ещё одну попытку установить контроль над Ведибасаром, но и на этот раз вединцам удалось отразить наступление.
12 января 1919 года из Эривани вернулись иранская и нахичеванская делегации; с ними прибыла также армянская делегация, в которую входили два представителя правительства и два представителя Андраника. 14 января Нахичеванское правительство во главе с Гаджи Мехти Багировым приняло условия армянской стороны и подписало договор о прекращении военных действий.
Вскоре после подписания перемирия в Нахичевань из Баку прибыл майор Уильям Д. Гиббон, офицер связи британского генерал-губернатора У. Томсона, потребовавший принять обратно 15 тысяч армянских беженцев, однако получил отказ.
18 января в Нахичевань из Эривани прибыл капитан Ф. И. Лоутон, и. о. заместителя командира 2-го батальона Камерон-хайландерского полка 81-й бригады, в сопровождении взвода роты А 4-го батальона стрелковой бригады под командованием лейтенанта Ф. Л. Швинда. Лоутон и Национальный совет Нахичевани договорились о демаркации границ, восстановлении работы железной дороги и телеграфа, поставках пшеницы американским обществом помощи. В то же время Национальный совет заявил о неприемлемости армянской оккупации, а его председатель Амир-бек Заманбекзаде заявил о принадлежности региона Азербайджану. По возвращении в Эривань 21 января Лоутон потребовал от армянского руководства немедленно прекратить все военные действия и ожидать дальнейших указаний от британского штаба в Тифлисе. Армянская сторона приняла эти требования — с одной стороны, не желая вступать в конфликт с англичанами, с другой — осознавая невозможность захвата Шарур-Нахичевани, которую защищало азербайджанское ополчение, насчитывавшее десять тысяч человек. Лоутон направил срочный рапорт в штаб 27-й дивизии, в котором заявил о необходимости создания военного генерал-губернаторства в Шарур-Нахичевани и вывода армянских войск из южной части Эриванского уезда. На штабном совещании 26 января было принято решение о создании генерал-губернаторства и назначении Лоутона генерал-губернатором Шарур-Нахичевани с временным производством в подполковники.
Это вызвало недовольство армянской стороны, а вскоре после назначения Лоутона армянские части из Давалу захватили село Афшар. При поддержке вединцев село было отбито, однако боевые действия продолжались. Узнав о столкновениях, Лоутон и Келбали-хан Нахичеванский немедленно выехали в Давалу; Лоутон потребовал от генерала Пирумяна отвести его силы к селу Иова, на этой почве у них возник конфликт. После этого Лоутон, согласно инструкции, данным ему штабом, направился в Эривань и заявил о необходимости расширения генерал-губернаторства на север, от Волчьих Ворот до реки Ведичай. Правительство Армении опротестовало это решение, однако 6 февраля оно было одобрено британским командованием в Закавказье. Шарур-Нахичевань сохранила полунезависимый статус во главе с пришедшим на смену местному правительству ханским правительством; от Волчьих Ворот до Ведичая сохранялась армянская администрация, но армянские вооружённые силы должны были покинуть зону, оставив лишь гарнизон в 50 человек в Давалу.

### Установление армянской администрации и восстание в Араксской долине
К марту 1919 года политика англичан в отношении Шарур-Нахичевани стала меняться. Британская разведка стала опасаться растущего турецкого влияния, а подполковник Лоутон жаловался на всесилие ханского правительства, агрессивность Национального совета и отсутствие авторитета и влияния, который он как генерал-губернатор должен был иметь. Британцами сообщалось о систематических убийствах и грабежах армян в районе Ведичай-Садарак; британского батальона было недостаточно для предотвращения беспорядков, попытки Лоутона наказать преступников и попытки полковника Темперли, британского военного представителя в Эривани, договориться с ханами были безрезультатны. Отношения британского командования и мусульманского населения ухудшались; Мешади Али Аскер Гамзаев писал в письме Келбали-хану, что английские солдаты совершили ряд преступлений в селе Ханлыглар и поджог в Баш-Норашене, и это подтверждается местными жителями.
Обеспокоенность британского командования в Закавказье сильным мусульманским влиянием в регионе привело к решению об аресте Карского совета и расформировании генерал-губернаторства в Шарур-Нахичевани на стратегической конференции в Батуме 2—3 апреля. Местное азербайджанское руководство было разгневано и опротестовало решение, однако в конце концов подчинилось требованиям англичан. 16 мая Геворг Варшамян вступил в должность губернатора, а 20 мая в Нахичевань вошла первая рота армянских солдат. 22 мая началась эвакуация английских сил, последние из которых покинули регион к 7 июня; в Нахичевани было принято решение оставить лишь военную миссию во главе с лейтенантом Швиндом.
Хоть население Нахичевани и приняло армянскую администрацию холодно, первоначально отношения с ней были терпимыми — до прибытия армянских вооружённых отрядов. Присутствие армянских солдат стало беспокоить население, кроме того, был начат процесс разоружения азербайджанского населения, усиливший напряжение и порой приводивший к крупным столкновениям. Турецкий историк Ибрагим Атнур указывает, что под предлогом разоружения проводились этнические чистки.
Вскоре после установления армянской администрации начался процесс репатриации армянского населения, покинувшего Шарур-Нахичевань после османского вторжения летом 1918 года. Параллельно происходила репатриация мусульманского населения Даралагеза, на что армянское правительство дало согласие под давлением генерала Томсона. Процесс репатриации армян не всегда проходил мирно. Так, азербайджанцы, занявшие армянские дома шарурского села Кештаз, отказались их покидать, сославшись на то, что их собственные дома всё ещё в руках у армян. Чтобы заставить их покинуть дома, в село был направлен армянский отряд в 30 человек, однако 4 турецких офицера, остававшихся в селе, организовали оборону и отбили атаку; было убито 15 армянских солдат и чиновник. Следующая армянская атака была проведена при поддержке бронепоезда и артиллерии, и хоть и армянам вновь не удалось взять село, оно было превращено в руины.
Армянская администрация установилась лишь в населённых пунктах вдоль шоссе и железной дороги. Как указывает советско-азербайджанский историк Мадатов, в Шаруре управление было в руках Мешади Али Аскер-ага Гамзаева, на севере Нахичеванского уезда правил Беюк-хан Нахичеванский, а в Ордубаде Самедбеков. Турецкий историк Атнур указывает, что после ухода англичан, на момент смены администрации считавших целесообразным не допустить военные действия, армяне начали процесс установления контроля и над этими частями Араксской долины. 1 июля в окрестности Ордубада прибыл с вооружённым отрядом один из дашнакских лидеров Ашот Мелик-Мосесянц, назначенный уездным начальником Ордубада (Гохтна), требуя от местного населения подчинения. За отказом на следующий день последовал ультиматум армянской стороны, вновь требовавший подчинения. Азербайджанское население снова ответило отказом и отбило последовавшую армянскую атаку. После этого ордубадцами была запрошена помощь у Азербайджана, который вскоре послал туда политического чиновника Самед-бека Джамиллинского.
Тем временем, в Араксской долине антагонизм между азербайджанским населением и армянской администрацией достиг предела. В селе Карачуг был создан партизанский отряд в 50 человек, возглавляемый нахичеванскими демократами Мамедом Рагимовым и Мирзали-беком Бекташевым. Вскоре за этим в Ордубаде, Шаруре, Яйджи, Булгане, Ведибасаре и на севере Нахичевани также стали появляться партизанские отряды, начавшие вооружённую борьбу с армянской властью. Керим-хан Эриванский, создавший штаб в селе Джахри, поймал 6 армянских чиновников, предлагая обменять их на арестованных ранее мусульман.
Беюк-Веди, крупное азербайджанское село Ведибасара, недалеко от Эривани, два раза отбивавшее армянские наступления в декабре 1918, также было фактически нетронуто в ходе занятия армянскими войсками Шарур-Нахичевани. Как указывает Ричард Ованнисян, Беюк-Веди стал точкой сбора мусульманских партизан. В июне повстанцы нанесли удар в направлении села Давалу, а 1 июля убили 9 армянских солдат и 12 крестьян. По совету британского военного представителя в Эривани полковника Плоудена, беспокоящегося по поводу того, что Беюк-Веди стал символом сопротивления для остальных азербайджанских сел, армянские власти послали отряд в 400 человек под начальством полковника Апреснянка для подавления восстания. Однако после неудачных переговоров повстанцы устроили засаду армянскому отряду и разгромили его. Армяне, получив тяжёлые потери, начали отступать, оставив большую часть тяжёлого вооружения и полевого снаряжения. Армяне потеряли 26 офицеров и 200 солдат убитыми. Согласно Ричарду Ованнисяну, это было крупнейшим и наиболее унизительным поражением армянской армии за весь год. Армянские власти пытались убедить британскую миссию, что в поражении армян были виноваты турецкие солдаты, сражавшиеся на стороне повстанцев, однако турецких солдат в селе не оказалось.
Следующие десять дней прошли в неудачных попытках армянских войск захватить Беюк-Веди. Посол Азербайджана в Армении Мамед-хан Текинский 14 июля сообщал, что армянские войска стремятся захватить Ведибасар и что «даже армянские священники призывают разгромить Беюк-Веди в ходе Крестового похода». Однако беюк-вединцы, на помощь которым пришли добровольцы из нескольких близлежащих азербайджанских сел, отбивали атаки. Очередное наступление армян на село возглавил Дро, привлекший к операции наряду с регулярными войсками маузеристов (армянское ополчение). Аббаскули Шадлинский, возглавлявший оборону Веди с 1918 года, решил дать отпор армянским силам на подступах к селу. Отсутствие сопротивления убедило армян в том, что село оставлено защитниками, после чего они ускорили наступление, однако на подступах к селу столкнулись со шквальным огнем. Потеряв половину личного состава, армяне отступили к укреплениям в селе Иова.
Вединские бои мобилизовали население Шарур-Нахичевани против армянской власти; батальоны, созданные в 1918 году, стали восстанавливаться. Мамед-хан Текинский сообщал в Баку о положении дел в Араксской долине и призывал азербайджанское правительство принять энергичные меры, например, сосредоточить на границе войска для воодушевления повстанцев и усиления замешательства армян. Премьер-министр Азербайджана Усуббеков, тем не менее, отказался от военного вмешательства и ввиду деникинской угрозы с севера, ограничился отправкой 200 тысяч патронов и 300 тысяч российских имперских рублей через Иран. 20 июля было дополнительно послано четыре миллиона рублей через Тифлис Текинскому, а от него через его заместителя Искендер-хана Нахичеванского и личного курьера в Нахичевань. Текинский сообщал, что повысит количество солдат в Нахичевани за неделю с 6 до 10 тысяч человек.
Тем временем, кризис распространился на всю губернию, теперь азербайджанцы от Ведибасара и Аралыха до Нахичевани были готовы на восстание. По мнению командированного генералом Кори в Нахичевань британского офицера Швинда, причинами являлись армянская экспедиция на Беюк-Веди, вмешательство извне и «врожденная неспособность обеих сторон урегулировать любую проблему, кроме как с помощью убийства или резни». В сельской местности происходили единичные столкновения, и уже 21 июля Мамед-хан Текинский сообщал, что жители ряда армянских сел Шарура спасаются бегством. Турецкий генерал Кязым Карабекир, осознававший важность долины реки Аракс, направил туда ряд своих офицеров во главе с капитаном Халил-беем — последний возглавлял оборону Шарура в 1918 году, покинув его с падением Араксской республики. Халил-бей после пересечения границы в ночь с 17 на 18 июля возглавил азербайджанскую повстанческую кавалерию в Шаруре.
На фоне эскалации конфликта генерал-майор Джордж Нортон Кори, заместитель британского командующего в Закавказье, потребовал немедленного прекращения огня. В то же время полковник Плоуден настаивал на том, чтобы Азербайджан отозвал своих офицеров, которые сотрудничали с турецкими инструкторами, и посла Хана Текинского, замешанного в организации восстания.
Попытка полковника Плоудена и британского офицера Швинда предотвратить эскалацию конфликта провалилась, и уже 20 июля в Нахичевани начались столкновения между азербайджанскими жителями и армянским гарнизоном генерала Шелковникова. Лейтенант Швинд после встречи с Келбали-ханом Нахичеванским и армянским губернатором добился трёхдневного перемирия, однако оно продлилось недолго. Вторая попытка установления перемирия также провалилась, и 22 июля повстанцы захватили полицейский участок и окружили армянский гарнизон численностью в 500 человек в северной части города, однако так и не смогли разбить его.
На севере 22 июля повстанцы, возглавляемые капитаном Халилом, атаковали все армянские посты в Шаруре. На станции Шахтахты, кроме местного армянского гарнизона, был разбит шедший на поддержку войск в Нахичевани армянский эшелон под командованием хумбапета Япона. Двум ротам из Шахтахты удалось соединиться с гарнизоном полковника Каракешишяна в селе Баш-Норашен, однако через два дня гарнизон был окружен. 25 июля колонне Каракешишяна удалось выбиться из окружения в Баш-Норашене и вместе с армянами Баш-Норашена и Улиа-Норашена подняться вдоль Арпа-чая к высокогорным районам Эривани и Даралагеза. В ходе боев у станции Норашен азербайджанские повстанцы разбили роту III полка, заполучив в качестве трофеев 42 пулемёта, 4 орудия и бронированный поезд, большое количество снарядов и патронов. Армянский гарнизон села Ханлыглар капитулировал без боя: 5 офицеров и 195 солдат сдались в плен. 26 июля повстанцы захватили армянский бронепоезд между Волчьими Воротами и станцией Норашен. Позже в Армении был устроен трибунал по поводу сдачи бронепоезда без сопротивления.
Двухдневные бои у прохода Волчьи Ворота на границе Эриванского уезда также окончились поражением армян и захватом азербайджанскими повстанцами прохода. Армяне отступили от Волчьих Ворот к селу Давалу, однако и там были разбиты азербайджанцами, после чего отступили к селу Ширазлу. Отсюда после разгрома ряда азербайджанских сел армянские отряды 24—25 июля предприняли очередную атаку на Беюк-Веди при поддержке артиллерии. Однако атаки были отбиты. Все 4 армянские колонны понесли большие потери, после чего заняли оборонительную позицию по линии Агдамлар—Масумлу—Иова—монастырь Хорвираб на реке Аракс. В то же время повстанцы Аралыха ударили по армянскому тылу вдоль периметра Эриванского уезда.
Поражение армян в Шахтахты и Норашене поставило армянский гарнизон в Нахичевани в невыгодное положение, и 25 июля генерал Шелковников повел своих солдат к горной цитадели Мартирос. К ним также присоединились армянские жители Нахичевани и Азнабурта.
Между тем, армянские пограничники и беженцы в Джульфе бежали в иранскую часть города, откуда были отправлены в Тебриз. Лейтенант Швинд пытался покинуть Нахичеванский уезд тем же путем, но был задержан Ханом Нахичеванским. Лишь 28 июля британским офицерам и представителям американской благотворительной организации были отправлены на поезде в Джульфу, где пересекли границу. При этом у них были конфискованы две машины.
В целом, июльские бои окончились полным разгромом армянской армии. 25 офицеров 2-го и 3-го пехотных полков были убиты, в два раза больше ранены. Полный список потерь сержантского состава так и не был опубликован. Кроме большого количества военного снаряжения и припасов, армянами были потеряны бронепоезд, 8 локомотивов и более 100 товарных вагонов. К 25 июля в Армении оставалось всего 100 тысяч патронов. Капитан Халил-бей дал понять армянам всю серьёзность ситуации, послав 25 июля в армянский штаб 29 тяжело раненных армянских солдат, предупредив, что продолжение военных действий предрешит судьбу большого количества находящихся у него в плену армян.

### Американский проект нейтральной зоны в Шарур-Нахичевани
Вскоре после антиармянского восстания Верховным комиссаром Союзников в Армении американским полковником Уильямом Хаскеллом был поставлен на повестку дня вопрос о создании нейтральной зоны в Шарур-Нахичевани во главе с американским генерал-губернатором. Заявленными целями были предотвращение дальнейшего кровопролития и облегчение работы американской благотворительной организации (Near East Relief), однако Ибрагим Атнур рассматривает этот проект как попытку создания американской базы в Закавказье, которая усилила бы влияние США в Грузии, Азербайджане и Иране и в индийском направлении, а также обеспечила бы близость американского присутствия к бакинской нефти.
29 августа 1919 года Хаскеллом была достигнута договоренность с азербайджанской стороной о создании нейтральной зоны в Шарур-Нахичевани. Как указывает Ибрагим Атнур, в этом 12-пунктном соглашении признавалась азербайджанская юрисдикция над Шаруром, Нахичеванью и даже большей частью подконтрольным Армении Даралагезом. Однако, вернувшись в Тифлис, Хаскелл изменил свою позицию, решив, что этот вариант не будет принят армянской стороной, и в посланном 1 сентября в Баку и Эривань новый 21-пунктный проект соглашения, убрал правовой статус Азербайджана над Нахичеванью. В дальнейшем, принимая во внимание аргументы армянской стороны, Хаскелл внес ещё одно изменение в соглашение, исключив из проекта нейтральной зоны Даралагез. Азербайджанское правительство было сильно обеспокоено изменением условий соглашения и изъявляло свой протест Хаскеллу и британскому представителю в Тифлисе Оливеру Уордропу, а также обратилось к Хаскеллу с предложением о компромиссном варианте. Тем не менее, Хаскелл не изменил свою позицию и продолжал оказывать давление на Азербайджан. В конце концов, 4 октября Хаскеллу удалось добиться армяно-азербайджанского договора по нейтральной зоне.

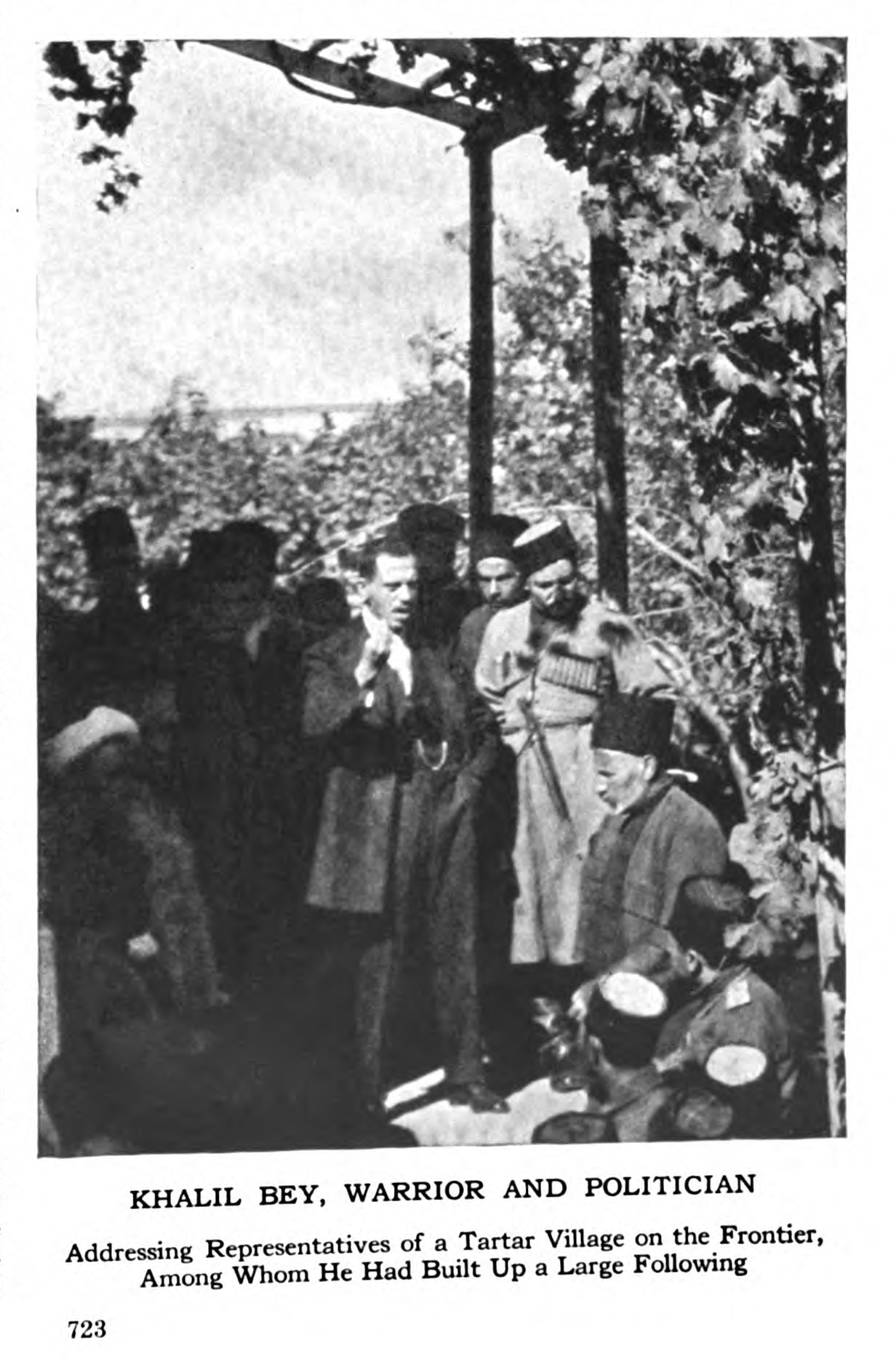
Османский офицер Халил-бек выступает перед ополченцами одной из деревень Нахичеванского уезда

Удовлетворенный этим договором Хаскелл покинул Закавказье, поручив военному инженеру полковнику Рею проконтролировать создание нейтральной зоны. Последний решил направиться в Нахичевань в сопровождении азербайджанского и армянского представителя, однако и в Баку, и в Эривани ему в сопровождении отказали — азербайджанская сторона сослалась на постоянно меняющуюся позицию Хаскелла и предложила Рею самим договорится с лидерами Нахичевани, а армянская сторона отказала в сопровождении в виду отсутствия азербайджанского представителя в сопровождении. 24 октября Рею пришлось отправиться в Нахичевань лишь в сопровождении генерал-губернатора полковника Делли и 5 других американских офицеров. В Нахичевани американскую делегацию встретили Самед-бек Джамиллинский и секретарь капитана Халил-бека; были подняты азербайджанские и турецкие флаги. В ходе обсуждения в доме Беюк-хана Нахичеванского между американской делегацией и нахичеванскими представителями Халил-беком, Келбали-ханом Нахичеванским, Самед-беком Джамиллинским и Гейдаркули-беком Мурадасиловым последние отказались признавать проект нейтральной зоны. Халил-бек заявил американцам, что мусульмане были уже обмануты британцами, передавшими власть армянам, и что давать шанс американцам они не собираются. Неудача ждала полковника Рея и в переговорах с представителями шуры. Как указывает Ибрагим Атнур, американцы понимали причины провала, так в одном из американских документов признается, что в виду того, что американские благотворительные организации помогали не только армянским беженцам, но и армянской армии, что привело к предубеждению против американцев в правительствах Грузии и Азербайджана и мусульманского населения Аракской долины. С приходом Хаскелла поддержка армян усилилось, что беспокоило полковника Рея; он предлагал оказывать определённую помощь мусульманским беженцам.
После трёх дней неудачных переговоров Рей 29 октября вернулся в Эривань. Хаскелл был в ярости от произошедшего и обвинял Азербайджан в неоказании поддержки полковнику Рею. Министр иностранных дел Мамед Юсиф Джафаров ему ответил, что его правительство заявляло о своей пассивной позиции. Премьер-министр Усуббеков проинструктировал азербайджанского представителя в Эривани Абдурахмана Ахвердова передать Рею, что Азербайджан соглашался на нейтральную зону с условием ухода армянских войск из Зангезура и прекращения там всех военных действий, в реальности же Армения усилила свое присутствие в уезде, что и побудило Азербайджану отказать в поддержке Рею. М. Ю. Джафаров через Ахвердова поблагодарил нахичеванских лидеров в правильной позиции.

### Дальнейшие события
К концу июля 1919 года сопротивлялся лишь армянский сельский кластер Гогтана, недалеко от Ордубада и с центром в Акулисе. Хоть и большинство сёл изъявили покорность мусульманской власти и новому ордубадскому комиссару Аббаскули-беку Таирову, акулисцы заняли в центре Акулиса позиции и приготовились к обороне. Акулисцы запросили помощи у армянского правительства, которое в августе направило в Акулис из Зангезура отряд Гарегина Нжде, а затем в начале сентября небольшой отряд Казара Каспаряна. Однако кольцо обороны акулисцев сжималось, поэтому армянское правительство приказало Нжде и Каспаряну прекратить кампанию. Нжде проигнорировал приказ и начал пытаться прорваться к Акулису. В октябре 1919 года армянские силы Гогтана, совместно с зангезурскими силами атаковали Ордубад, однако потерпели поражение, в результате чего Гогтану пришлось окончательно признать нахичеванское правительство.
Время от времени армянская сторона пыталась взять Нахичевань обратно под свой контроль. Так, к северу от Беюк-Веди сконцентрировались армянский полк в 500 человек и 4 пушки, доставленные из Карса. Беюк-Веди обстреливался, на линии фронта происходили мелкие стычки. Армянские сёла вокруг села Чива были обезврежены Халил-беком. В начале ноября армянами была атакована северная граница Нахичевани, однако ответным ударом Халил-бека были обезврежены армянские сёла Султанбек, Мартирос и Сис.
Также произошли столкновения 6—23 января 1920 года.
Тем временем, азербайджанское население ряда районов Армении, страдающее от этнических чисток, обратилось за помощью к турецкому командованию в Баязете. Турецкое командование приняло решение наладить связь с местным населением, отправлять ему помощь. В декабре 1919 года местное население Аралыга, Зангибасара, Игдыра и некоторых районов Эчмиадзинского уезда организовалось в шуры (советы) при помощи турецкого офицера азербайджанского происхождения Чингиз-бея (по происхождению из Шахтахты). В военных организациях данных районов были азербайджанские и турецкие офицеры, так зангибасарское ополчение возглавлял Мамед-бек. 14 февраля 1920 года по приказу командующего XI дивизией Джавид-беком в Зангибасар были отправлены капитан Мухиддин-бек и офицер запаса Ихсан-бек. Организация местного азербайджанского населения хоть и создала барьер против армянских атак, многие беззащитные силы продолжили подвергаться погромам

## Противостояние в Карабахе

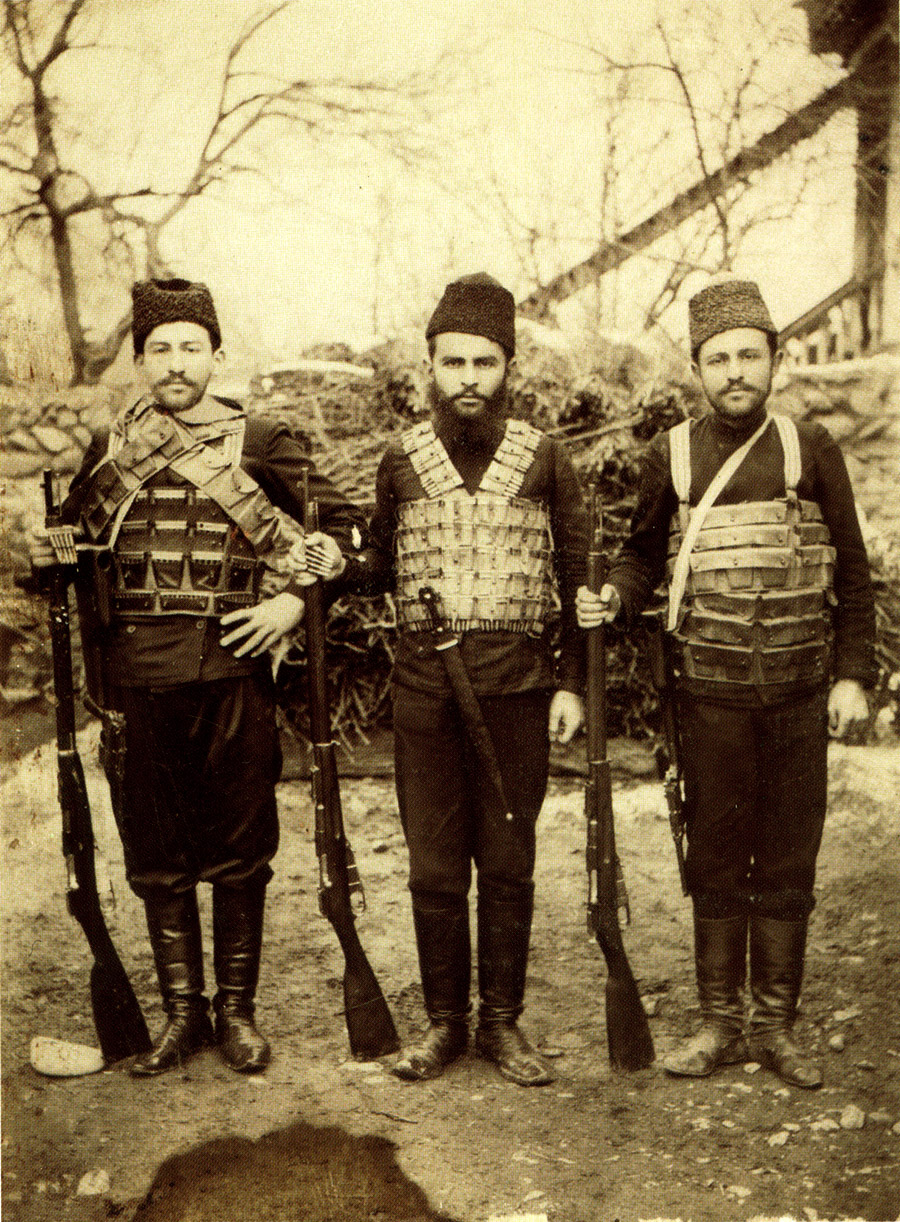
Армянские ополченцы в Карабахе

### Карабах в 1918 году
Как указывает Ричард Ованнисян, в первой половине 1918 года, в то время как многие районы со смешанным армяно-азербайджанским населением уже погрузились в межнациональную войну, армяне и азербайджанцы Карабаха жили в относительном мире. Хоть и номинально признавалась власть Закавказского комиссариата и Закавказского сейма, Нагорный Карабах был фактически независим и управляем двунациональным многопартийным советом.
Хрупкий баланс нарушился с приходом турок, которые желали помочь Азербайджану установить контроль над Карабахом и Зангезуром. В начале августа 1918 года на I Съезде армян Карабаха было избрано Народное правительство Карабаха, которое отклонило требование Нури-паши о признании власти Азербайджана и допуске турецких солдат в Шушу. II Съезд армян Карабах (20—24 сентября) ещё раз отклонил требование требование Нури-паши, высказавшись за сохранение статуса-кво до конференции между закавказскими республиками с участием Центральных держав в Константинополе.
Тем временем взятие Баку позволило Нури-паши сконцентрироваться на Шуше; для её взятия в Карабах были отправлены турецко-азербайджанские части под предводительством Джавид-бея. К этому времени азербайджанская армия и мусульманское ополчение после двух недель боев покорило село Каракышлаг, прервав связь между армянами Карабаха и Зангезура. Учитывая судьбу армян Баку и узнав о переходе 5 тысяч солдат Армии ислама через Аскеранский перевал, III Съезд армян Карабаха (1—5 октября) подчинился требованиям Нури-паши. 8 октября в Шушу вошли части Джавид-бея с представителем Азербайджана Исмаил-ханом Зиятхановым.
Однако, как указывает Ричард Ованнисян, сельский Карабах продолжал отказываться подчиняться Нури-паше и Азербайджану и последние так и не смогли установить там контроль. Партизанские лидеры обратились за помощью к Андранику, который к концу октября сконцентрировал свои силы у сёл недалеко от Герюсов. Получив гарантии поддержки от карабахских и зангезурских лидеров и подождав ещё 10 дней по просьбе мэра Шуши Герасима Мелик-Шахназаряна и главы варандинских партизан Сократ-бека Мелик-Шахназаряна, которые пытались договориться с азербайджанскими лидерами не сопротивляться Андранику, что оказалось безуспешным, Андраник направился в сторону Шуши, однако, едва справившись с мусульманским ополчением Султан-бека Султанова, был остановлен по приказу генерала Томсона (см. раздел о противостоянии в Зангезуре).
После ухода турок в ноябре 1918 года в Карабахе образовалась временная армянская администрация в лице совета из мэра Шуши и по одному представителю из карабахских районов Хачена, Варанды, Джарберда и Дизака.

### Посредничество британской миссии в Карабахе
15 января 1919 года генерал Томсон санкционировал назначение азербайджанским правительством на пост генерал-губернатора Карабаха и Зангезура доктора Хосров-бека Султанова. Армянская общественность была шокирована подобной поддержкой Азербайджана, а также выбором генерал-губернатора. Согласно Ричарду Ованнисяну, Хосров-бек летом 1918 года подстрекал азербайджанцев Карабаха против армян и слыл пантуранистом и другом турецких иттихадистских командующих, сыграл активную роль во взятии Баку. По словам Ованнисяна, армяне боялись и ненавидели Султанова. Правительства Армении и Азербайджана обменялись гневными сообщениями.
IV Съезд армян Карабаха (10—21 февраля) отверг предложение послать представителей в Парламент Азербайджана, изъявил протест вмешательству Азербайджана в дела Карабаха, заявив, что «Нагорный Карабах, как составная часть Республики Армения, отвергает азербайджанскую власть в любой форме». В письмах генералу Томсону, правительству Армении и армянской делегации в Париже, Съезд жаловался на попрание «фундаментальных прав» Карабаха. На съезде был избран постоянный исполнительный орган, Национальный совет Карабаха, который должен был взять ответственность за присоединение Карабаха к Армении.
Тем временем в Шушу прибыли сам Хосров-бек Султанов и британская военная миссия во главе с майором Г. Н. Г. Монк-Масоном. Монк-Масон сообщил армянскому Национальному совету о том, что при Султанове будет армянский помощник и совет из трёх армян, трёх мусульман и представителя британской миссии. Также Монк-Масон сообщил, что назначение Султанова ничего не говорит о постоянном статусе Карабаха, но строго указал, что все указания генерал-губернатора должны исполняться беспрекословно, а против не подчиняющихся будут приняты строгие меры. Тем не менее, ни Национальный совет, ни четыре партизанских командующих Карабаха не поддались на уговоры Монк-Масона.
Армянский Национальный совет в ответ предлагал смешанный совет под председательством главы британской миссии из 7 армян, 3 мусульман и по представителю из Армении и Азербайджана, назначенным по обоюдному согласию. Были также альтернативные предложения, как то включение Карабаха в состав Армении; восстановление административной единицы, бывшей до турецкого наступления; создание британского генерал-губернаторства в армянской части Карабаха; или создание британского генерал-губернаторства во всем Карабахе. Однако ни генерал Томсон, ни заменивший его в Баку после отъезда в Тифлисе полковник Д. И. Шаттлворт не пошли на компромисс.
27 марта, две недели после становления во главе британского штаба в Тифлисе, Томсон прибыл с официальным визитом в Эривань, где обсудил карабахский вопрос с Хатисяном. Томсон обещал, что Султанов будет подчиняться майору Монк-Масону, генерал-губернаторство не будет распространяться на Зангезур, а азербайджанский гарнизон будет только в Ханкендах. Через месяц то же самое сказал генерал Дж. Ф. Милн, командующий британскими силами Чёрного моря.
Тем временем, чтобы разрешить кризисную ситуацию, Шаттлворт, 19 апреля повышенный до генерала-бригадира, поручил Национальному совету Карабаха созвать V Съезд армян Карабаха. На съезде (23—29 апреля) и Шаттлворт, и Х. Султанов произнесли долгую речь, обещая обеспечить права и безопасность армян. Шаттлворт сделал упор на экономические факторы, голод в случае разрыва с Равнинным Карабахом и важности Евлахского шоссе, связывающего Карабах с железной дорогой Баку—Тифлис. Ответ делегатов был бескомпромиссный, и Шаттлворт признал неудачу своей миссии и дал знать, что больше не может препятствовать принятию мер со стороны Азербайджана. Азербайджан начал наращивать свое военное присутствие. Премьер-министр Хан Хойский объяснил это ещё в уведомлении союзных представителей и грузинского правительства о нападении армян на небольшие азербайджанские гарнизоны в Шуше, Аскеране и ряде других мест Карабаха и превентивных мерах для восстановления порядка, которые государство приняло.
Между тем, в апреле—мае по инициативе грузинских властей в Тбилиси прошла конференция по разрешению территориальной и пограничной проблем между молодыми республиками, однако из-за взаимоисключающих позиций армян и азербайджанцев по вопросам принадлежности спорных территорий по этническим и экономическим принципам, конференция провалилась.
Как раз к началу V Съезда с разрешения генерала Томсона в Карабах из Баку прибыл неофициальный представитель Армении в Карабахе Миша Арзуманян для расследования ситуации и информирования армянского правительства. Шаттлворт надеялся на то, что Арзуманян убедит Национальный совет признать власть Азербайджана; также он считал, что признай Армения Карабах за Азербайджаном, конфликт уладится. Когда оказалось, что Арзуманян также непоколебим, Шаттлворт выслал его обратно в Баку. Его заменил в качестве официального представителя Армении в Карабахе князь Овсеп Аргутян (Аргутинский-Долгорукий), известный своей компромиссностью в карабахском вопросе. Однако и он, несмотря на надежды Шаттлворта, прибывшего 10 мая во второй раз в Карабах, ограничился призывом к армянам Карабаха и Зангезура сотрудничать с британским командованием.

### Установление азербайджанского контроля над Карабахом
После второй неудачи Шаттлворта, Азербайджан нарастил военное присутствие в Карабахе. Майор Монк-Масон 2 июня созвал предводителей карабахских армян, вручив им радиограмму от Шаттлворта с требованием об отказе от всякой политической деятельности. Предводителей не выпускали из здания британской миссии до тех пор, пока они не подписали радиограмму. На следующий день Султанов приказал азербайджанскому гарнизону окружить армянскую часть города и потребовал от Национального совета сдать крепость, которое удерживало армянское ополчение. За отказом 4 июня последовала угрожающая демонстрация вооружённых азербайджанских солдат. Началась перестрелка. Армянские баррикады и даже здание британской миссии оказались под шквальным огнем азербайджанцев, однако Султанову не удалось выбить армянское ополчение из своих позиций.
Монк-Масон потребовал от обеих сторон прекратить перестрелку и позволить установить британские заставы между ними, однако Султанов отказался прекращать боевые действия до тех пор, пока Карабахский совет не будет арестован и доставлен к нему. Монк-Масон решил предпринять попытку выслать армянский Совет из Карабаха, позвав его представителей к себе, якобы для ознакомления с новыми инструкциями Шаттлворта. Совет, предугадав обман Монк-Масона, послал лишь трёх представителей, которые утверждали, что не знают о местонахождении остальных. Монк-Масон выслал их из Карабаха. К концу дня Монк-Масон ещё раз приказал обеим сторонам уступить свои позиции британским солдатам.
Вынужденный прекратить военные действия, Султанов решил воспользоваться помощью своего брата, Султан-бека Султанова, который возглавлял двухтысячное курдо-азербайджанское ополчение. 5 июня ополчение Султанова атаковало село Кайбаликенд; к вечеру, благодаря прибытию азербайджанских регулярных частей, сопротивление Кайбаликенда было сломлено, население подверглось погрому. Затем погромщики разгромили Киркиджан, Пахлул и Джамиллу. Британский историк Кристофер Уолкер сравнил эти нерегулярные курдско-азербайджанские конные отряды с Хамидие, которые Абдул-Хамид II использовал для убийств армян. Армянское ополчение показало свою неспособность противостоять силам генерал-губернатора, а доктор Султанов дал ясно понять, что альтернативой сопротивлению будет кровопролитие.
За погромами последовали протесты — как армянской общественности, так и американских представителей в Закавказье, которые обвиняли в случившемся неэффективную британскую политику. Хосров-бек Султанов был вызван в Баку, что породило слухи о его аресте, однако к концу июня он вернулся в Шушу.
К этому времени настрой предводителей карабахских армян становился все более пессимистичным. Мэр Шуши Герасим Мелик-Шахназарян, торговый класс, интеллигенция и местные народники уже пришли к выводу, что продолжение сопротивления приведёт к катастрофе. Дашнаки, Национальный совет, бежавший в сельскую местность, партизанские лидеры всё ещё не желали сдаваться. Понимая постепенное изменение настроений среди армян, Хосров-бек Султанов через епископа Вагана и ряда других видных шушинцев, убедил армянский Национальный совет Карабаха созвать VI Съезд армян Карабаха. На Съезде, начавшемся 29 июня в Шушикенде, армяне впервые показали готовность слушать. Делегатов одолевало чувство приближающейся катастрофы ввиду ухода англичан не только из Шуши, но и всего Закавказья. Однако на этот раз Султанов не пожелал их слушать, и внезапно отправился в Баку для консультаций.
VI Съезд, ввергнутый в замешательство этим, послал в Баку трёх делегатов с предложением о признании азербайджанской власти при условии административной и культурной автономии, а также обязательства не проводить кампанию против Зангезура, не назначать мусульманского представителя в Карабах и не пытаться разоружить армянское население. Однако азербайджанское правительство выдвинуло более жёсткие условия, которые были отвергнуты армянским Советом.
На VII Съезде армян Карабаха, созванном 12 августа в Шушикенде, вновь проявился воинственный настрой, были осуждены убийства Герасима Хачатряна по дороге в Баку и двух джрабердских делегатов по дороге в Шушикенд, был заявлен отказ от переезда в Шушу и от соглашательского тона в переговорах с Султановым. 14 августа Султанов направил ультиматум Съезду, сообщив, что если в течение 48 часов не будет принят проект азербайджанского правительства, Азербайджан применит силу. В тот же день вернулся делегат армянского Национального совета Карабаха из Баку, который был ранее направлен для переговоров с армянским представителем в Баку Тиграном Бекзадяном, с вестью, что помощи извне не будет и Карабах может рассчитывать только на свои силы. Потеряв всякую надежду, Съезд 15 августа уполномочил 15 своих членов подписать договор с Султановым. 22 августа, после недели переговоров, был подписан договор о признании армянами Дизака, Варанды, Хачена и Джраберда за Азербайджаном нагорной части Карабаха до решения Версальской конференции. Как указывает Ричард Ованнисян, это было национальной победой Азербайджана и личной победой Хосров-бека, подчинивших армян Карабаха, а временное признание азербайджанской юрисдикции было большим шагом на пути к окончательному вхождению в состав Азербайджана.

## Противостояние в Зангезуре

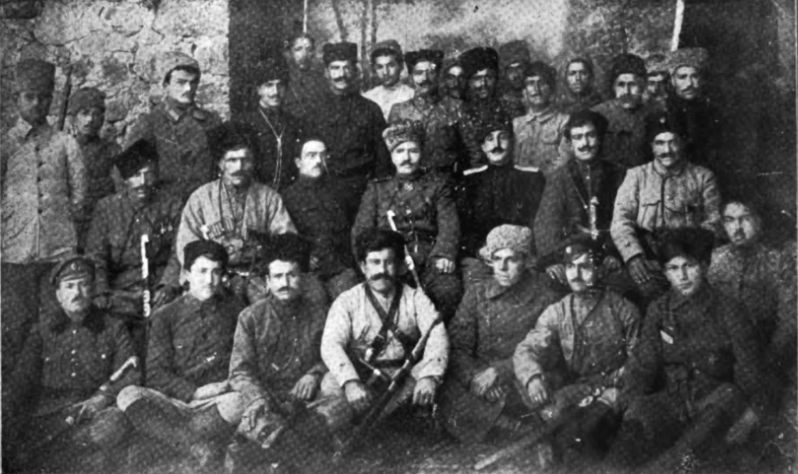
Андраник и командиры Особой ударной дивизии в Зангезуре, 1918

В 1917 году после Февральской революции Зангезуром управляла смешанная армяно-мусульманская администрация, сформированная в Герюсах, однако ухудшение межнациональных отношений привело к тому, что мусульмане создали позднее собственную администрацию в селе Дондарлу.
К июню 1918 года межнациональный конфликт в Зангезуре резко обострился. В конце июля сюда отступил из Нахичевани генерал Андраник со своим отрядом, насчитывавшим от трёх до пяти тысяч человек, и 30 тысячами армянских беженцев из Турции. Местные армянские лидеры поддержали Андраника. Прибыв в Зангезур, Андраник захватил ряд непокорных мусульманских сел, контролировавших важные маршруты, связывающие различные районы Зангезура. Производимые Андраником опустошения вызвали протесты турецкого генерала Халил-паши в Эривани, однако армянское правительство заявило, что территория Зангезура, как и всей Елизаветпольской губернии, находится под юрисдикцией Азербайджана, поэтому оно ничего не может сделать.
В конце октября Андраник сконцентрировал свою дивизию недалеко от Герюсов и начал поход на Шушу. Однако дорога из Герюсов в Шушу проходила через 20 сел в узких долинах рек Забух и Акера, где находились опытные азербайджанские и курдские ополченцы, возглавляемые Султан-беком Султановом. 29 ноября 1918 начались трёхдневные бои, в которых дивизия Андраника с большими потерями взяла господствующие высоты, захватив несколько мусульманских селений, в том числе Абдаляр. Однако в скором времени в Абдаляр из Шуши прибыли британский капитан Сквир и французский капитан Гасфилд, донёсшие до Андраника требование генерал-майора Томсона прекратить военные действия ввиду окончания Первой Мировой войны и вернуться в Герюсы.
В январе 1919 британское командование подтвердило назначение правительством Азербайджана Хосров-бека Султанова на должность генерал-губернатора Карабаха и Зангезура, что вызвало протесты армянской стороны, за которым последовал ответ азербайджанской стороны. Британское командование настаивало, чтобы стороны дожидались решения Парижской мирной конференции.
После ухода Андраника из Зангезура 22 марта 1919 стала очевидной уязвимость региона перед Азербайджаном. Однако ещё до ухода Особой ударной дивизии Андраника, Центральный Национальный Совет Зангезура, армянский руководящий орган, запросил провизию и оружие из Еревана. Настойчивость обращений усилилась после того как азербайджанское правительство назначило генерал-губернатором доктора Султанова. Кроме того, Центральный Национальный Совет запрашивал у правительства Каджазнуни назначения временного губернатора и регулярных офицеров в Зангезур. Однако правительство Армении, слишком слабое, чтобы бросать вызов и даже сопротивляться решениям британского командования, послало лишь подполковника Арсена Шахмазяна в качестве временного комиссара. Хоть и Шахмазян был проинструктирован содействовать вхождению Зангезура в состав Армении, ни премьер-министр Каджазнуни, ни его заместитель Хатисян так и не подтвердили его назначение, отрицая таким образом активное участие в карабахском конфликте.
В течение первых месяцев 1919 британские командиры давили на Зангезур, требуя признания временной власти Азербайджана. В конце апреля, когда стало ясно, что уговорить руководство Зангезура не удастся, генерал Шаттлворт лично отправился в Герюсы, требуя признания Хосров-бека Султанова губернатором Зангезура. Не добившись своего, Шаттлворт вернулся в Баку лишь для того, чтобы вернуться через 2 недели с 13-й лёгкой бронеавтомобильной батареей и приказом от генерала Томсона арестовать всех армянских агитаторов. Однако угрозы вплоть до воздушной бомбардировки оказались безрезультатны и вызвали вместо страха лишь демонстративный показ оружия армянскими солдатами. Шаттлворт обвинил правительство Армении в двойной игре — заявления о невмешательстве в зангезурские дела, и в то же время финансирование армянских агентов. Шаттлворт в последний раз покинул регион 19 мая. Попытки Монк-Масона также были неудачными.
В результате англичане переменили тактику, поддерживая сохранение статуса-кво в Зангезуре при условии, что Карабах войдёт в состав Азербайджана. 29 мая генерал Кори, новый командующий 27-й дивизии, проинформировал Шаттлворта, что он должен дать понять правительству Азербайджана, что любая попытка с их стороны силой установить свою администрацию в Зангезуре будет расценена Кори как военная агрессия. Три дня спустя он написал и. о. премьер-министра Армении Хатисяну, что Азербайджану было указано смириться с наличием местной власти в Зангезуре. Генерал Кори расценивал это как большую уступку армянам.
С середины апреля началась борьба между армянами и местными мусульманами, приведшая к изгнанию мусульман из центрального Зангезура в периферию, в степи или Иран. Кровопролитие вызвало протесты Азербайджана. 21 июня газета «Азербайджан» опубликовала сообщение Хосров-бека Султанова о том, что армяне закрыли горные проходы и 10 тысяч мусульманских кочевников с 150 тысячами голов домашнего скота не имеют доступа к летним пастбищам. Султанов потребовал от правительства разрешения на исполнение «своего долга перед десятками тысяч людей».
Карабах 22 августа 1919 был подчинен Азербайджану и к осени Армения и Азербайджан доминировали по разные стороны линии, непреднамеренно образовавшейся в декабре 1918, когда Томсон потребовал от Андраника прекратить наступление на Карабах. Восточные, преимущественно мусульманские районы Зангезура были под контролем Азербайджана (примерно соответствующие территории будущего Курдистанского уезда Азербайджанской ССР), а остальной Зангезур, состоящий из кантонов Сисиан, Герюсы, Мегри и Кафан, за исключением мусульманских сельских кластеров Баркушата и Окчучая под контролем местного зангезурского армянского правительства. Теперь, когда борьба за Карабах, Мугань и Шарур-Нахичевань завершилась успехом Азербайджана, началась подготовка к захвату Зангезура. Менее чем через неделю после установления контроля над Карабахом председатель партии Мусават Мамед Эмин Расулзаде, превознося освобождение Карабаха и Ленкорани и борьбу жителей Нахичевани за объединение с Азербайджаном, заявил, что пришло время освободить Зангезур и открыть дорогу на Джульфу. Для установления контроля над Зангезуром в октябре Азербайджан мобилизовал 1-ю пехотную дивизию под начальством генерала Джавад-бека Шихлинского и 2-й кавалерийский полк под начальством Давид-бека Едигарова. Кроме того, брат Хосров-бека Султан-бек Султанов, известный карабахский землевладелец и военачальник, начал готовить к наступлению племенное ополчение, несмотря на предостережения военного министра Мехмандарова об их ненадёжности.
29 октября Джавад-бек Шихлинский, будучи уже настолько уверенным, что не скрывал приготовлений к наступлению, дал указания авангарду под начальством капитана Ибрагимова двинуться из Абдаляра к армянским позициям у Тега и предъявить ультиматум об открытии дороги на Герюсы. Получив отказ, азербайджанские силы в начале ноябре начали Зангезурскую экспедицию. Однако уже к 7 ноября азербайджанским частям пришлось вернуться на исходные позиции. Поражение азербайджанцев было не в последнюю очередь из-за неконтролируемости племенного ополчения, которое лишь грабило опустевшие армянские села и даже открыло огонь по азербайджанским регулярным частям, а перед лицом армянской контратаки начало беспорядочно отступать.
Параллельно с азербайджанской армией с востока, Зангезур атаковали нахичеванские силы с запада. Отряды под предводительством Халил-бека начали наступление в направлении Сисиана, в то время как отряды под предводительством других турецких офицеров начали наступление из Ордубада с целью спасения мусульманских сёл Зангезура. Одновременной атакой ордубадского и алинджачайского отрядов армянские отряды были вытеснены, были взяты сёла Вармазияр и Алакли; в сисианском направлении произошли бои вокруг села Ангелаут, Халил-бею удалось взять три села. Однако ввиду неудачи Зангезурской экспедиции азербайджанской армии было принято решение покинуть Зангезур.

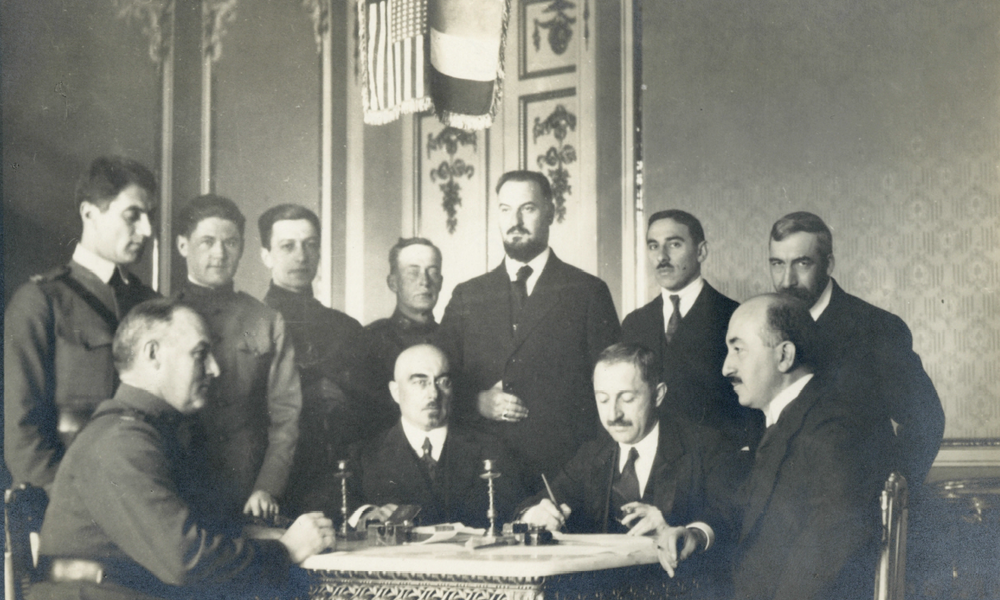
Подписание соглашения между Азербайджаном и Арменией в Тифлисе 23 ноября 1919 года

В середине ноября представители Великобритании и США сэр Оливер Уордроп и полковник Джеймс Рей потребовали немедленного прекращения войны. Переговоры начались 20 ноября 1919 в Тифлисе, и 23 ноября премьер-министры Армении и Азербайджана Хатисян и Усуббеков подписали мирный договор.
Однако боевые действия не были прекращены. Конные отряды Халил-бея продолжили спорадические рейды в Даралагезе, однако, несмотря на обеспечение оружием и солдатами от турецкой 11-й дивизии, они не добились успеха. В то же время, в центральном Зангезуре армянские отряды во главе с Гарегином Нжде сконцентрировались у долины Гегадзора, отделявшую Татев от Кафана, готовясь начать операцию против оставшихся азербайджанских сёл региона.
1 декабря под взрывы самодельных бомб началась атака. Местные азербайджанцы сдерживали дарабазский, татевский и генвазский отряды в течение трёх дней, чуть не окружив кафанский батальон. Однако к рассвету четвёртого дня операции армянские солдаты сумели обойти господствующие позиции азербайджанцев и при артиллерийской поддержке взяли Шехерджик у истока Гегадзора. 7 декабря последнее азербайджанское село Аджибадж было разграблено и предано огню. Этнические чистки продолжились дашнакскими главарями, вынудивших объятое ужасом азербайджанское население бежать в горные убежища или к Нахичевани и долине реки Акера. Турецкий историк Атнур, ссылаясь на архивные документы, указывает, что из 4-тысячного населения Шабадана, Пирдова, Атгыза и Охчу лишь 261 человек выжили и нашли убежище в Ордубаде.
Армянская агрессия вызвала протесты азербайджанской стороны. Хосров-бек Султанов призвал правительство взяться за оружие, заявив, что армянские регулярные войска с пулемётами и разгромили более 400 домов в 9 селах в Гегинском районе. Министр иностранных дел Азербайджана Джафаров включил эту информацию в своём протесте представителям союзников в Тифлисе. Усуббеков написал союзным комиссарам Хаскеллу и Уордропу и министру иностранных дел Грузии Гегечкори, что Азербайджан начнёт вторжение, если у армян не будет конфисковано тяжёлое вооружение и они не будут вынуждены следовать условиям перемирия.
Союзный верховный комиссар Уильям Хаскелл по возвращении в Закавказье 3 декабря обвинил полковника Рея в неспособности разрешить зангезурский кризис. Также он был недоволен тем, что проект американского генерал-губернаторства в Шарур-Нахичевани не был осуществлен, обвиняя в этом Азербайджан и Халил-бея. В Константинополе адмирал Марк Бристоль указал Хаскеллу, что Рей и другие американцы в Тифлисе не могут отличить правду от пропаганды, так, согласно Бристолю, они поверили армянскому сообщению о плане Азербайджана создать мост Карабах—Зангезур—Нахичевань. Подействовали на Хаскелла слова Бристоля или нет, его отношения с Реем стали настолько напряженными, что последний подал в отставку через неделю после возвращения Хаскелла.
В ответ на азербайджанские протесты касательно Зангезура, Хаскелл обещал послать в регион офицеров для расследования факта участия армянских регулярных войск. Он также посоветовал армянскому правительству отозвать всё армейское снаряжение и персонал, посланные в Зангезур, заявив, что, если подозрения подтвердятся, это будет сильным ударом по будущему Армении. Хатисян вновь отрицал нахождение регулярных войск и боевые действия в регионе, в случае же, если они подтвердятся, пообещал, что чиновники будут наказаны. При этом он признал отправку регулярных войск против местного азербайджанского ополчения в Даралагёзе. В целом, он вновь обвинил Азербайджан в стремлении захватить Зангезур.
С целью успокоения Хаскелла и Уордропа армянское правительство отозвало в декабре Арсена Шахмазяна, отдав его военные полномочия генералу Казарову (Казарян), а гражданские Сергею Мелик-Ёлчяну. Казарову даже был отдан приказ определить правдивость азербайджанских обвинений и наказать, при их наличии, нарушителей. Однако, даже пока Хатисян информировал об этих директивах союзное командование и продолжал отрицать наличие регулярных войск в Зангезуре, в регион было отправлено экспедиционное войско из 400 пехотинцев, 300 кавалеристов, 2 пушек и 30 пулемётов во главе с армянским командующим Дро с целью не только консолидации армянской власти в Зангезуре, но и «освобождения» Нагорного Карабаха и его включения в Армению.

## Армяно-азербайджанская мирная конференция
На фоне растущей напряженности вокруг Зангезура идея армяно-азербайджанской мирной конференции была предложена премьер-министром и министром иностранных дел Армении Александром Хатисяном в письмах министру иностранных дел Азербайджана Мамед Юсифу Джафарову. Хатисян, руководствуясь успехом аналогичных армяно-грузинских переговоров, предложил двустороннюю конференцию в одном из приграничных городов (в городе Казах Азербайджана или в Дилижане и Каракилисе Армении) для обсуждения временной демаркации границ, вопроса беженцев, торговых и транзитных договоров и остальных вопросов. 26 октября азербайджанская сторона приняла предложение Хатисяна с условием, что целью конференции будет окончательное разрешение территориальных споров, также выдвинув Баку в качестве более подходящего места для конференции. Несмотря на то, что ранее армянская сторона отвергала Баку, Хатисян сразу же проинформировал Джафарова, что армянские делегаты Тигран Бекзадян, Мартирос Арутюнян и Ваган Папазян прибудут в Баку 20 ноября.
Ввиду эскалации Зангезурского конфликта конференция была отложена на 26 ноября, однако началась 14 декабря, будучи ещё раз отложенной из-за съезда партии Мусават, проходившего в Баку со 2 по 11 декабря. На съезде Мамед Эмин Расулзаде выдвинул идею Кавказской конфедерации, указывая, что это приведёт не только к экономической и политической выгоде, но и облегчит создание большего азербайджанского тюркского государства.
На первом пленарном заседании председательствовал Мамед Юсиф Джафаров, высказавший удовлетворение скромными успехами в двусторонних переговорах, в частности, недавним перемирием в Тифлисе. Член Парламента Фатали-хан Хойский добавил, что только близкое сотрудничество кавказских народов может спасти их от разрушительной межнациональной розни и внутренних потрясений. С армянской стороны Мартирос Арутюнян вместе с Тиграном Бекзадяном и Аргутинским-Долгоруким приветствовал «свободную нацию Азербайджана», заявив, что их народ желает лишь жить в мире и свободным. Армянская делегация заявила, что свобода одной республики невозможна без свободы остальных.
Однако, несмотря на весь оптимизм, конференция не привела ни к чему, кроме неполной формулировки повестки дня в ходе трёх закрытых заседаний. Уже на первом закрытом заседании стало ясно, что позиция обеих сторон не изменилась. Переговоры об окончательном установлении границ и Кавказской конфедерации ни к чему не привели, и стороны договорились о втором пленарном заседании на 21 декабря. Однако и оно не имело успеха. Армянская сторона предложила сделать перерыв с целью консультации сторон со своими правительствами и последующего повторного созыва в Тифлисе с параллельными Закавказским собранием для обсуждения конфедерации и двусторонними встречами для обсуждения более конкретных вопросов. Ни то, ни другое так и не было осуществлено. Перерыв в конференции также ознаменовал её завершение.
Боевые действия и этнические чистки не прекратились даже во время мирной конференции. В армянонаселенной части Шарур-Нахичевани недалеко от Ордубада 17—18 декабря мусульманская толпа, среди которой были беженцы из Зангезура, напали на армянское село Нижний Акулис, убивая армян и вынудив остальных бежать в Верхний Акулис. Комендант Ордубада Эдиб-бей, турецкий капитан, оставшийся здесь ещё с турецкого вторжения, попытался успокоить армян, обещав, что если ситуация станет хуже, он вызовет регулярные турецкие войска с границы за Баязетом для сопровождения местных армян в Иран или для защиты Акулиса. 24 декабря вооружённые группы мусульман подошли к Верхнему Акулису, и армяне вновь запросили помощи у Эдиб-бея и ордубадского комиссара Аббаскули-бека Таирова. Таиров и шиитский шейх Ордубада прибыли в Акулис и безуспешно пытались успокоить толпу мусульман. Так как поджог и грабеж начались в окраинах поселения, они предложили армянам укрыться в небольшом мусульманском квартале за ручьем, протекающим через Акулис. К рассвету, когда погромы стали близиться к центральным кварталам, Таиров вернулся в Ордубад. К полудню он сообщил армянам, что они будут сопровождены в другое село, однако армяне узнали, что эскорт будет под началом головореза Саттара, стали просить Эдиб-бея самому возглавить эскорт. Последний, сославшись на другие обязанности, призвал армян подчиняться приказам. Армяне, отказавшись покидать свои дома и убежища, пали жертвами погромщиков, к которым присоединилась жандармерия.
Акулисские события вызвали резонанс в армянском обществе и критику политики азербайджанских властей со стороны армянских журналистов.
Примерно месяц азербайджанская сторона заявляла о том, что ничего не знает о нападении. После подтверждения резни рядом источников министр иностранных дел Хан Хойский признал, что могли произойти беспорядки, несмотря на попытки пресечь их со стороны местных властей. 21 января он обещал, что будет проведено расследование и, если утверждения армянской стороны подтвердятся, все виновные чиновники будут наказаны и будет сделано все для возвращения похищенных девушек. Однако Азербайджан не смог вмешаться ввиду конфликта в Зангезуре и сложной политической ситуации в Нахичевани. При этом Фатали-хан Хойский назвал источником проблем зверства армян в Зангезуре, приведшие к большому количеству беженцев в Нахичевани.
Между тем, продолжилась кампания этнических чисток против азербайджанцев Зангезура, проводимая Гарегином Нжде. 19 января партизаны Нжде захватили 20 селений, в то время как генерал Казаров с герюсской частью захватил основные маршруты к Акерской долине. На обвинения Фатали-хана Хойского о том, что регулярные войска Армении участвовали в разрушении 9 сёл в первый день наступления и после договора было разрушено более 40 селений в Зангезуре, армянское правительство заявило, что не располагает подобной информацией, а также попросило дополнительные подробности, после чего обещало провести расследование и наказать нарушителей.

## Война в марте—апреле 1920 года

### Ситуация в Карабахе после августовского соглашения

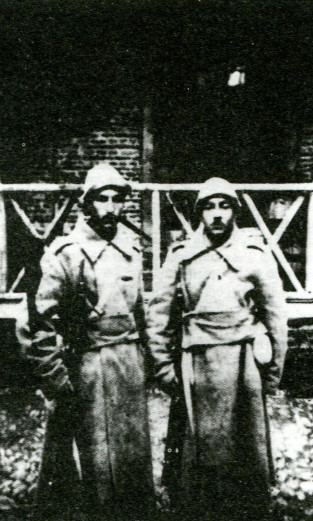
Азербайджанские солдаты в Карабахе, 1920

Ситуация в Карабахе была напряженной и после установления азербайджанской администрации в августе 1919 года. Проармянские силы региона склонялись к антиазербайджанскому восстанию, в то время как правительство Усуббекова уступило требованиям милитаристов и азербайджанских националистов позволить генерал-губернатору Хосров-беку Султанову и армии добиться окончательного вхождения Карабаха в состав Азербайджана. Армяне жаловались на наращивание военных сил Азербайджана в регионе, в то время как Султанов нанял армянских агентов для приобретения у местного армянского населения оружия и боеприпасов.
После августовского соглашения 1919 года в Карабахе несколько шушинских армянских лидеров переехали в сельскую местность, где создали комитет самообороны с целью предотвращения продажи оружия агентам Султанова и сохранения боеприпасов. Однако среди карабахских армян не было единого мнения в вопросах отношения с Азербайджаном. Невооружённые горожане, предприниматели и интеллектуалы Шуши видели положение в ином свете, чем их сельские соотечественники из Дизака, Варанды и Хачена, где власть Азербайджана продолжала оставаться косвенной. В то же время, если дашнаки, социал-демократы небольшевистских фракций и некоторые эсеры были за вхождение в состав Армении, то большевики, эсеры и народники вместе с торговцами и интеллигенцией признавали экономическую связь Карабаха с Восточным Закавказьем.
На фоне Зангезурского кризиса 23 октября комитет самообороны послал своего представителя в Эривань с запросом о назначении нескольких интеллигентов и офицеров в Карабах и финансирования на 6 месяцев на случай попытки со стороны Азербайджана установления прямого управления в нагорной части Карабаха в обход августовского соглашения. Ввиду обвинения членами партии Дашнакцутюн в неспособности армянского правительства и бюро партии содействовать вхождению Карабаха в состав Армении, новое партийное бюро послало представителя американского крыла партии, уроженца Карабаха, Арсена Микаэляна для сотрудничества с дашнакским Центральным Комитетом Апараж Карабаха. Военное министерство Армении отправило с Микаэляном подполковника Захара Месяна. Оба прибыли в Джеванширский уезд Карабаха в декабре, и 3 января 1920 года встретились в Трнаварзе с прибывшими из Зангезура представителями генерала Дро. Сразу же между Микаэляном и Комитетом Апараж возник конфликт, который при вмешательстве бюро партии Дашнакцутюн окончился подчинением всех карабахских партийных органов Микаэляну.
Асатур Аветисян, Хачик Мелкумян и Аслан Шахназарян, главы уже распущенного комитета самообороны, согласились стать связными Микаэляна в Варанде и Дизаке для создания отрядов самообороны в каждом селе, предотвращения продажи оружия и расхода боеприпасов и раскрытия агентов Султанова. Микаэлян и Месян также назначили командующих в армянонаселённых районах Карабаха и создали курьерскую сеть между пятью кантонами Карабаха и Зангезуром. Был также создан орган для устранения предателей.
В конце января в Карабах прибыла армянская группа Дали Казара, который стал одной из центральных фигур в подготовке восстания. На протяжении февраля Дали Казар, Захар Месян и посланный «генералом Дро» ротмистр Тер-Мартиросян вербовали и обучали армянскую молодёжь, проводили военные парады и организовывали небольшие поставки оружия из Зангезура.
Азербайджанская сторона также не сидела без дела. В начале января Хосров-бек Султанов узнал через армянских информантов о прибытии Месяна и Микаеляна и потребовал от армянских лидеров предупредить волнения в сельской местности. Уже 19 января он потребовал признания нерушимости экономических связей Карабаха и остального Азербайджана. В то же время азербайджанский гарнизон в Ханкенди был усилен, азербайджанские части заняли ряд армянских сел, смежных с Нагорным Карабахом в долине реки Тертер, три полевые пушки были перемещены в сторону Герюсов. В приготовлениях участвовал бывший османский генерал Халил-паша, который делал все возможное для усиления турецкого влияния в Азербайджане и, в частности, смещения военного министра Самед-бека Мехмандарова на более протурецки настроенного командующего. Сам Халил также занимался подготовкой азербайджанских ополченцев в Джебраильском уезде. В Шуше периодически появлялись Халил-паша, Теймур-бек Новрузов и другие азербайджанские и турецкие офицеры. Кроме того, 8 февраля в Эривань через Зангезур пришла информация о том, что Нури-паша, бывший командующий Кавказской исламской армии, посещал Султанова. Это привело к очередному обмену протестами, обвинениями и отрицаниями между правительствами Азербайджана и Армении и между ними и союзными представителями в Тифлисе.
Подготовка к войне с обеих сторон больше всего пугала 15-тысячное армянское население Шуши, которое продолжало призывать стороны к соблюдению августовского договора. Дашнакские лидеры Шуши призывали Микаэляна избавить регион от Дали Казара и всех остальных «дали» (азерб. dəli, «безумный, безумец»). Армянское межпартийное бюро, в который входили дашнаки, большевики и эсеры, попросило Микаэляна уйти в том случае, если он хочет поднять восстание. Шушинские большевики сообщали о скорой советской оккупации Азербайджана и бессмысленности восстания. Однако эта и все дальнейшие попытки шушинских интеллигентов предотвратить восстание оказались тщетными.
Между тем продолжалось обучение армянской молодёжи Джаваншира, Хачена, Дизака и Варанды. Курьеры, проскальзывая через передовые азербайджанские позиции, связывались с зангезурским комиссаром Сергеем Мелик-Елчяном, Дро и генералом Казаровым. Мелик-Елчян, выходец из Карабаха, и Дро были не против силового присоединения Карабаха. Однако, ввиду холодной зимы и сокращения припасов зангезурское ополчение было временно распущено, а Дро уехал до конца марта в Эривань, где сообщил о положении дел в Карабахе. В Армении идея установления контроля над Карабахом была поддержана военным министром Назарбековым, при этом в начале марта премьер-министр Армении Хатисов сообщил, что дела в Карабахе не должны выходить за рамки приготовлений к самообороне.

Межнациональная напряженность в Карабахе продолжала расти. Султанов усилил давление на шушинских армян, указывая на бессмысленность сопротивления Азербайджану. Армян на дороге Агдам—Шуша часто грабили и избивали, некоторые были убиты. В Ханкенди пропажа азербайджанского солдата и нахождение неопознанного трупа привели 22 февраля к погромам армянского населения азербайджанскими солдатами и гибели, согласно утверждениям МИД Армении, 400 человек. Министр иностранных дел Азербайджана Хан Хойский в ответе протестам Хатисяна указал на явное преувеличение событий:
Что же касается сообщаемых Вами сведений о беспричинном якобы избиении азербайджанскими войсковыми частями 400 лиц мирного армянского населения, о разгроме их домов, о закрытии для армян дороги Агдам — Шуша и об экономическом бойкоте армян считаю нужным заявить, что все эти сведения ложны. В действительности же имело место следующее: 21 февраля, около Ханкендов в лесу был найден убитый и обезображенный мусульманин, в коем аскеры стоящего в Ханкендах полка опознали своего исчезнувшего товарища. На этой почве 22 февраля имели место незначительные эксцессы, вызванные товарищами убитого и беженцами из Зангезура, причём было убито в Ханкендах — 2 армянина, в Агдаме — 3 и в Ходжалах — 3. Экстренными мерами генерал-губернатора порядок немедленно был восстановлен и задержано 4 виновных, кои содержатся в тюрьме и понесут по суду должное наказание.
Ещё за 4 дня до событий в Ханкенди Хосров-бек Султанов запросил у Армянского Национального Совета Карабаха созыва очередного съезда армян Карабаха с целью обсуждения полной интеграции Карабаха в состав Азербайджана и нахождения азербайджанских войск Гадрута, Маргушавана и Кирса для защиты от агрессии со стороны Зангезура и Басаркечара. 28 февраля Армянский Национальный Совет созвал VIII съезд армян Карабаха в Шуше. В то же время Микаэлян, обеспокоенный доминированием большевиков и эсеров в Шуше, провозгласил альтернативный съезд в близлежащем селе Шушикенд. В Шушикенд направились все делегаты из Варанды и большая часть делегатов (кроме пробольшевистски настроенных) Хачена и Гюлистана. В Шуше же собрались делегаты Шуши, Дизака и некоторые делегаты из Хачена, Гюлистана и Джеваншира. Армяне Карабаха оказались разделены, и в течение двух дней оба съезда старались привлечь к себе делегатов противоположного съезда, но безуспешно.
Большинство делегатов Шушинского съезда, в котором доминировали межпартийное бюро и большевики Александр Цатурян и доктор Саркис (Сако) Амбарцумян, дали понять, что готовы подчиниться азербайджанской стороне при некоторых условиях. Шушикендский съезд же, так же провозгласивший себя VIII съездом армян Карабаха, обвинил Азербайджан в нарушении августовского договора и заявил о том, что будет «противодействовать любой агрессии со стороны Азербайджана».
После Шушинского и Шушикендского съездов кризис в Карабахе стал стремительно усиливаться. Султанов запретил армянам покидать Шушу без специального разрешения, расквартировал азербайджанских офицеров в армянских домах и начал регистрацию армянских офицеров, служивших в царской армии, чтобы предотвратить их участие в военных приготовлениях армян в сельской местности. Согласно дашнакским источникам, 11 и 12 марта 90 вагонов азербайджанских солдат и оружия прибыли из Баку в Карабах и Джебраил, где Халил-паша организовывал азербайджанское ополчение. Дорога Евлах—Шуша становилась всё опаснее для армян, а богатые армянские семьи Шуши покидали город в поисках безопасности в сельской местности.
Армяне также активно готовились к войне. Микаэлян, подбадриваемый Дали Казаром и Месяном продолжал готовить восстание, получив из Зангезура два пулемёта и около 50 тысяч патронов. Микаэлян, Дали Казар и Месян выработали план восстания, в который внес некоторые изменения для защиты Шуши её уроженец, армянский офицер Оваким Степанян. Уже 10 и 12 марта Микаэлян сообщил в Зангезур, что восстание начнётся ночью 17 марта, однако Мелик-Елчян и генерал Казаров посоветовали отложить восстание ввиду отсутствия Дро и кампании Нжде против Ордубада, назначенной на ту же ночь. Микаэлян решил отложить восстание на ночь с 22 по 23 марта, который приходился на азербайджанский праздник Новруз.
Наряду с атакой зангезурских сил Нжде на Ордубад, 19 марта армянские вооружённые силы атаковали с крупными силами Ведибасар и Нахичевань в нескольких местах — в Ордубадском направлении с силами в 800 штыков, 1 пушку и несколько пулемётов; в направлении села Чива — 300 штыков, 4 пулемёта и 2 пушки; в направлении Беюк-Веди — 600 штыков, 6 пулемётов, два полевых и четыре горных орудия; в направлении села Ахура — 150 штыков. Несмотря на первоначальный успех и захват села Аза между Ордубадом и Джульфой, в итоге армяне были разбиты нахичеванскими силами; вединцами во главе с Аббаскули-беком Шадлинским также были захвачены стратегические севернее Беюк-Веди. Наиболее тяжёлые бои шли в окрестностях Ордубада, обе стороны понесли большие потери (потери армян составили 200 человек и 7 пулемётов), однако и здесь армяне потерпели поражение. Гарегин Нжде, возглавлявший ордубадское наступление, так и не смог отбить у азербайджанцев Акулис. Во время армянского наступления, согласовавшись с Халил-беком, зангибасарское ополчение во главе с капитаном Мухиддин-беком атаковала Игдыр, но безуспешно.

### Карабахское восстание

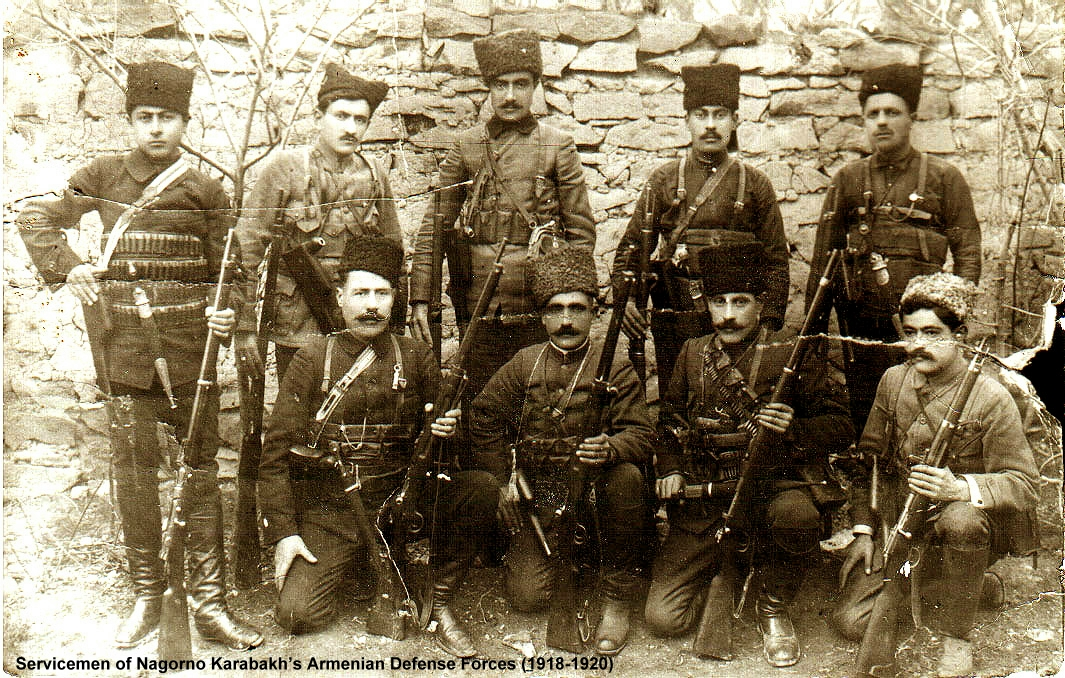
Солдаты Армянского Национального совета Карабаха

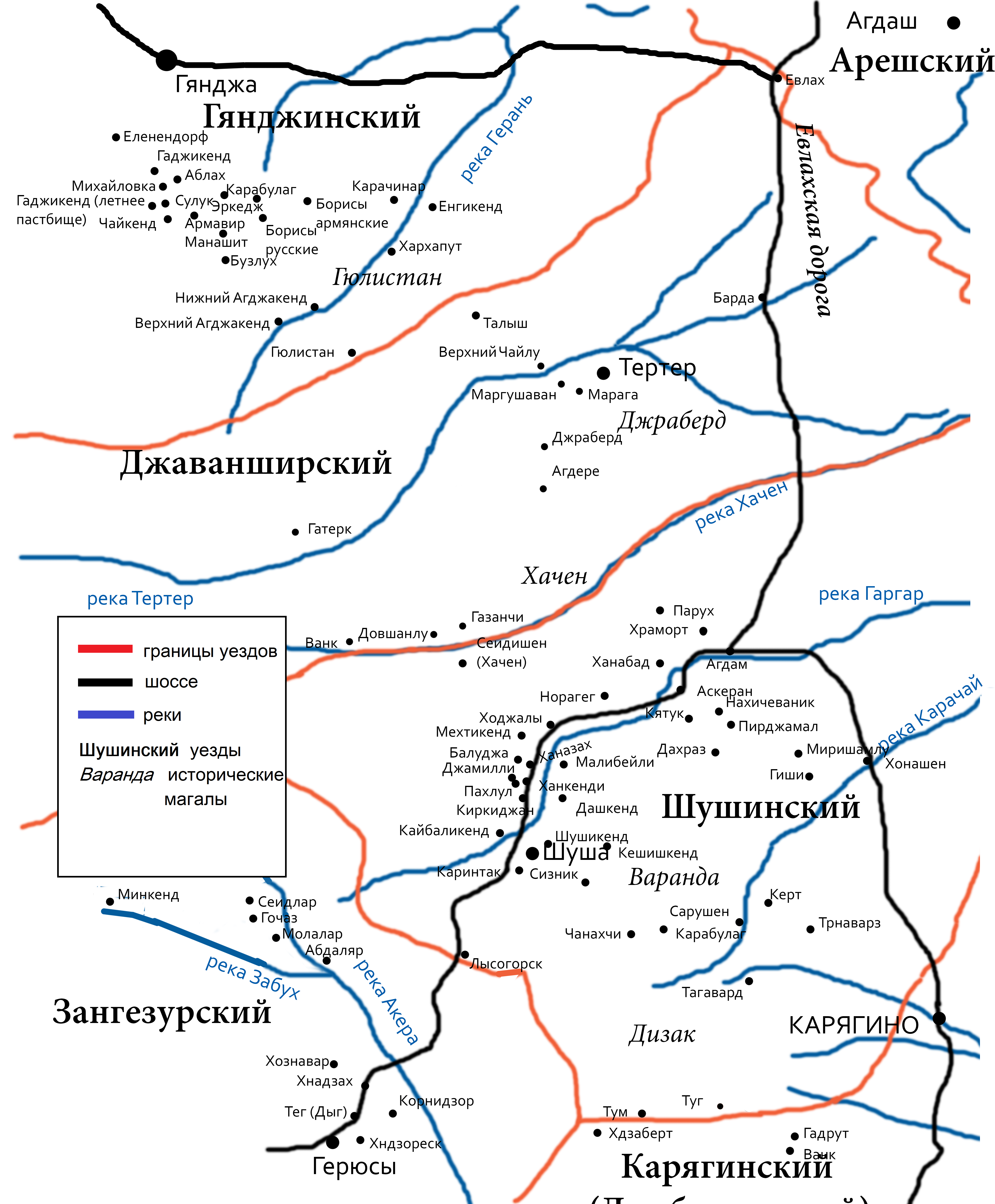
Карта нагорных районов Карабаха, в которых происходили военные действия, и близлежащих районов

Восстание началось одновременным ночным наступлением в нескольких направлениях. Под прикрытием густого тумана повстанцы заняли стратегические позиции от Дизака до Джеваншира. Дали Казар разоружил азербайджанский гарнизон Аскерана, занял перевал и близлежащие высоты и оборвал телефонную и телеграфную связь с Агдамом. Ротмистр Тер-Мартиросян без труда повел джеванширскую часть в Маргушеван и долину реки Тертер, но не сумел провести отвлекающее наступление на Агдам. На юго-восточном фронте варандинское и дизакское ополчения заняли позиции над Карабахской равниной, в то время как Степанян и Сасунци Манук захватили азербайджанские посты в Мусульманларе (село Зангезурского уезда в районе между Герюсами и Карабахом, не указанное на картах), взяв в качестве трофеев две полевые пушки, 25000 патронов и различные военные документы и карты из уездной штаб-квартиры. Операция открыла дорогу на Зангезур через Кориндзор.
Однако, несмотря на успех по периметру Карабаха, положение повстанцев значительно ухудшилось из-за провала в центре. Полковник Месян после окружения Ханкенди своим отрядом в 400 человек доверил операцию партизану Алексан-дайы (Баласян) и лейтенанту А. Лалаяну. Согласно архивам партии Дашнакцутюн, как и ожидалось, азербайджанский гарнизон был взят врасплох и начал сдаваться, однако Алексан-дайы внезапно открыл огонь, после чего азербайджанские солдаты взялись за оружие. Эта ошибка стоила Алексан-дайы и Лалаяну жизни, после завязавшегося боя повстанцы отступили. Провал во взятии Ханкенди, которое было ключевым в планах повстанцев, предрешило судьбу Шуши. Как и планировалось, вечером 22 марта в город прибыла варандинская милиция, якобы для получения жалования и поздравления Султанова в связи с праздником Новруз. В то же время в город тайно проникли 100 вооружённых людей во главе с Нерсесом Азбекяном для разоружения азербайджанского гарнизона в Шуше. Однако варандинское ополчение всю ночь кутило и не заняло назначенные позиции, а отряд Азбекяна, не сумев соединиться с варандинцами, открыл огонь по азербайджанскому форту издалека, разбудив азербайджанских солдат, взявшихся за оружие. Только после этого варандинское ополчение начало захватывать азербайджанских офицеров, расквартировавшихся в армянских домах. Обе стороны оставались в замешательстве до рассвета, когда азербайджанцы узнали, что атака на Ханкенди отбита, и, воодушевившись, атаковали армянский квартал. Из Агдама генерал Новрузов заявил, что армяне обстреливали Шушу из горных орудий, было прервано телефонное и телеграфное сообщение. Сражение застало шушинских армян врасплох. Начались погромы и поджоги. Епископ Ваган, начальник полиции Аветис Тер-Гукасян, большевик Александр Цатурян и многие интеллигенты были среди 500 жертв.
Хоть и нападения на Шушу и Ханкенди были отбиты, оба населенных пункта оказались в осадном положении, отсутствовала связь с остальным Азербайджаном.
Карабахские события взбудоражили Баку и Эривань. Азербайджанская сторона обвиняла армян в предательской неожиданной атаке в первую ночь национального праздника азербайджанцев, Новруза. Парламент потребовал от правительства немедленного подавления армянского восстания в Карабахе. В свою очередь, армянская пресса и А. Хатисов, в своих протестах союзному командованию обвиняли Азербайджан в нарушении августовского договора, разоружении и убийствах и грабежах армян, сотрудничестве с младотурецкими генералами и попытке положить конец «армянскому Карабаху». С началом восстания в Карабахе произошли изменения в правительстве Хатисов, и Армения впервые получила полностью дашнакский кабинет.
Как указывает А. Сапаров, ввиду плохой координации, армянское восстание потерпело поражение уже на своём начальном этапе, однако бои продолжили идти. В сведениях Военного министерства Армении, составленных по просьбе американского консульства в Тифлисе, упоминалось, что Азербайджан ведёт наступление в трёх направлениях: 1) в направлении Аскерана (Шушинское направление); 2) в направлении Хачена (село Ванклу) со стороны Агдама; 3) на район Карачинар—Эркеч—Верхний и Нижний Агджакенд в Гюлистане. На запад Азербайджана прибыл военный министр Азербайджана Самед-бек Мехмандаров для лучшей организации военный действий. В Карабахе начались полномасштабные военные действия.
На Тертерском (Гюлистанском) фронте утром 24 марта армяне безуспешно пытались взять Тертер, после чего азербайджанский тертерский отряд (один батальон Гянджинского полка под командованием Кязумбекова и 3-й конный Шекинский полк полковника Тонгиева) в ночных боях взял деревню Марагали, а затем имение Юзбашева в селе Маргушеван. Завязался бой с армянами села Чайлы, находящегося в 3 километрах от Маргушевана. В 22 часов 26 марта после ружейной и артиллерийской подготовки тертерским отрядом были взяты и сожжены села Чайлы и Брудж. Армяне отступили на восточные склоны горы к западу от Чайлы. 28 марта полковник Кязумбеков из Герани сообщил о взятии после боя сёл Енгикенд и Карачинар (по данным 1 апреля, среди взятых сёл были и Нижний и Верхний Агджакенд), а 29 марта в 2 часа Хархапута. 31 марта сообщалось о взятии партизанами села Эркеч, откуда они отправились в сторону села Гюлистан. Согласно информации Военного министерства Армении на 27 апреля, в Гюлистанском направлении все армянские сёла, включая Азат на западе и Гюлистан на юге, разрушены, и лишь сёла к западу от Чайкенда не взяты, ввиду неудачи азербайджанцев под Чайкендом 11 и 12 апреля. Ричард Ованнисян указывает на то, что боевые действия в Гюлистане сопровождались этническими чистками и погромами армянского населения.
По данным Военного министерства Армении, азербайджанское наступление из Агдама в Хаченском направлении провалилось.
В то же время, в Шушинском направлении, с 26 марта азербайджанские войска под командованием Салимова, Теймур-бека Новрузова и Джавад-бека Шихлинского пытались взять Аскеран и его окрестности обороняемые Дали Казаром. В ходе боев 29 марта азербайджанцы к 11 часам взяли и сожгли деревню Харамурт. Азербайджанские партизаны взяли село Курд-Ханабад, но были обращены в бегство контратакой армян. Конница Гашимбекова, выбив армян из Мешадали и из деревни Казанчи, заняла деревню Фарух. В результате боев армяне были оттеснены на два километра, занимая к концу дня Аскеран, Курд-Ханабад, высоту 3360 и деревню Дашбаши. 30 марта генерал Мехмандаров сообщил и. о. военного министра Али-аге Шихлинскому о взятии Салимовым села Дашбаши. При этом Салимов запрашивал подкрепление ввиду неустойчивости Бакинского полка и ненадёжности партизан.
Тем временем, с армянской стороны также остро стоял вопрос подкрепления защитникам Аскерана. Проблемы армян усугублялись тем, что Дро был всё ещё в Эривани и не мог направиться на помощь повстанцам. 26 марта из Зангезура в Карабах было послано небольшое войско подполковника Тарвердяна, однако вскоре он был отозван из-за наступления азербайджанцев из Джебраила. Лишь 29 марта Тарвердян прибыл в Карабах, но его солдаты и животные были сильно истощены, из-за чего он смог послать на помощь Дали Казару лишь 100 конников. Помощь была недостаточной и несвоевременной, и 3 апреля в результате полномасштабной атаки азербайджанских войск Аскеран был взят. Дали Казар был убит. На встрече армянских командиров и Микаэляна в Трнаварзе командование карабахскими силами было передано Тарвердяну до прибытия «генерала Дро». Армянское население массово покидало свои сёла, и армянские командиры попытались остановить исход крестьянства, заняв несколько заброшенных селений.
После взятия Аскерана, дорога к осаждённой Шуше была открыта. 4 апреля азербайджанские войска вошли в город, где отомстили армянам, которых арестовал Султанов. В тот же день к вечеру были взяты деревни Кятик, Аранзамин, Нахичеваник. 5 апреля генерал Салимов в своём донесении заявил о взятии в Шушинском направлении Дашбаши, Енгиджи, Мехтикенда, Каябаши, Балуджи и Ханазаха и о контроле над Лысогорском и Абдаляром, а также об обстреле Шуши со стороны Шушикенда и Дашкенда. В Тертерском направлении отряд Тонгиева взял деревню Левонарх. Отряд полковника Кязумбекова после нескольких дней боев взял село Талыш.
В донесении генерала Салимова Али-аге Шихлинскому от 8 апреля указывается, что в Шушинском направлении азербайджанцы продолжили наступление (дата наступления не указывается) и выбили армян из позиций Малибейли—Дашкенд—Шушикенд—Манашархкенд, с которых велся обстрел Шуши. Армяне отступили к Кешишкенду. Также Салимов заявил, что на Дыгском направлении армяне были отброшены от Абдаляра к реке Забух, а также были заняты Ярма и очищена вся дорога до Лысогорска и далее до Абдаляра.
Генерал Салимов указывал, что при взятии армянские села сжигаются следующими за войсками азербайджанскими повстанцами, что он не может контролировать, однако в этих сёлах нет жителей, лишь армянские повстанцы.
Согласно оперативной сводке Штаба отряда генерала Салимова, утром 8 апреля с утра начали наступление против Шушикенда, Дашкенда. Историк Р. Ованнисян со ссылкой на рапорты армянских участников указывает о контратаке, предпринятой полковником Тарвердяном, получившим весть о прибытии Дро в Герюсы и его скором появлении с крупной экспедицией и припасами. Азербайджанские части были потеснены, однако, согласно оперативной сводке Штаба Салимова, подоспевшим Бакинским полком армяне были отбиты назад к Кешишкенду.
9 апреля азербайджанские войска начали операцию по взятии Кешишкенда. Сообщалось об укрепленных позициях армян и наличия орудий. 10 апреля азербайджанцы во главе с генералом Салимовым заняли высоты к югу и юго-западу от Кешишкенда и село Сизнык. 12 апреля после четырёх дней упорных боев Кешишкенд и деревни Красное и Горов были взяты азербайджанцами.
Армянское восстание, как пишет А. Сапаров, окончилось катастрофой. Представитель карабахского Национального совета Аслан Шахназарян в телеграмме всем фракциям армянского парламента от 10 апреля (с копией правительству) сообщал: «23 марта совершенно уничтожена и сожжена вся армянская часть города Шуша с населением. 3 апреля азербайджанские войска прорвали Аскеран. Окрестности горят, бомбардировка по всей линии армянского Карабаха продолжается. Местными и прибывшими силами совершенно немыслимо не только обороняться, но и спасти хоть какой-нибудь район от резни … Убедительно просим всевозможными безотлагательными мерами … предотвратить гибель всего армянского карабахского народа. Телеграфируйте».
13 апреля в карабахское село Тум прибыл «генерал Дро» вместе с зангезурскими силами и возглавил карабахские силы. Он мобилизовал Варанду и Дизак, собрав 3000 пехотинцев и 500 конников. Общие силы армян достигли 5 тысяч человек. Кроме того, в Карабах прибыл Гарегин Нжде с кафанским отрядом в 300 человек. Из Зангезура было доставлено 900 тысяч патронов, 2 тысячи артиллерийских снарядов и большое количество пулемётов и ручных гранат. Кроме того, Дро созвал директорат, возглавленный Хачиком Мелкумяном, в качестве ответственного за гражданские дела органа. При помощи директората Дро реквизировал все необходимое для своей армии.
Пока Дро готовился к решающему удару, азербайджанские войска продолжали наступление. По сообщениям генерала Салимова, 14 апреля была занята гора Мартиз, и армяне почти по всему Абдалярскому направлению были отброшены за реку Забух, к 19 апреля граница 23 ноября начала налаживаться и на Гочазском направлении. При этом, положение азербайджанцев было осложнено партизанским движением армян в Шушинском уезде.
Согласно донесениям генерала Салимова от 15 апреля, азербайджанские войска в Карабахе и Джебраильском уезде были представлены: Бакинский полк в 300 штыков, Джеванширский полк в 1200 штыков, Татарский конный полк в 380 всадников, Карабахский конный полк в 250 всадников, Гянджинский, действующий в Джебраиле, в 400 штыков, Шекинский в 200 сабель. Была произведена следующая перегруппировка: «в Тертерском направлении — Шекинский полк, 2 орудия, Гочазском направлении — Джеванширский полк, 4 горных орудия и курды Султан бека, около 1000 человек, в Шуше, как резерв, — Бакинский полк и Ширванская рота, 4 легких [орудия], 4 гаубицы, в Ханкенди — батальон кубинцев и Карабахский полк при 2 орудиях, в Аскеране — батальон Агдашского полка и конно-горный взвод, в Джебраильском направлении — батальон гянджинцев, Татарский конный полк, 2 легких и 4 горных орудия и партизаны Халил-паши».
Тем временем, военные действия поглотили все горные районы Гянджинской губернии — от Казахского до Джебраильского уездов.
23 марта полковник принц Каджар сообщил об атаке зангезурских армян на Джебраильский уезд и сожжения ими трёх сёл. Здесь армянам противостоял Джебраильский отряд полковника Каджара, состоявший из 4 пехотных рот и одной пулемётной роты 3-го Гянджинского пехотного полка, 4 орудий и двух сотен Татарского конного полка. Однако уже 27 марта помощник карабахского генерал-губернатора в уезде сообщил об успешной контратаке 25 марта, приведшей к гибели 50 армян и пленения четырёх, а также соединения азербайджанских войск с азербайджанским ополчением Джебраила и Зангезура. Эта атака вынудила Гарегина Нжде прекратить своё безуспешное наступление на Ордубад и возглавить Кафанский фронт. В течение нескольких дней азербайджанское наступление на восточную границу Зангезура из Джебраила было отбито. 8 апреля в оперативно-разведывательной сводке штаба отряда генерала Салимова сообщалось, что на Джебраильском фронте азербайджанцами взята Поряшенская позиция. Позже, в донесении генерала Салимова А. А. Шихлинскому и С. М. Мехмандарову сообщалось, что 23 апреля из Джебраила выступил отряд для восстановления границы на 23 ноября 1919 года.

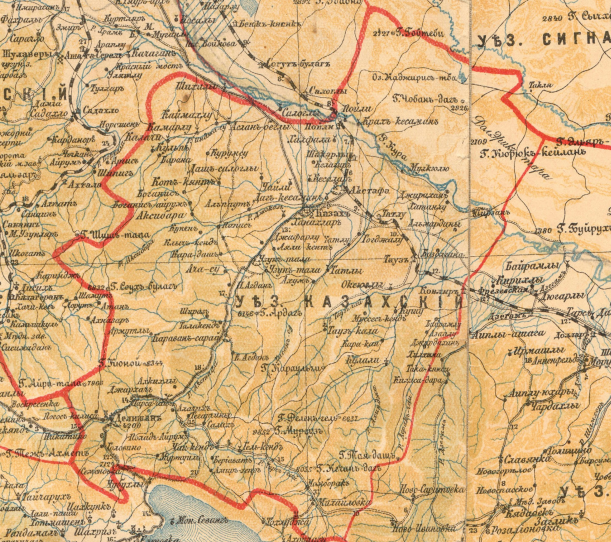
Казахский уезд на карте Закавказья 1903 года. После 1918 года равнинная часть уезда контролировалась Азербайджаном, а нагорная часть уезда контролировалась Арменией (Дилижанский уезд). Таким образом уезд был поделен пополам

Столкновения между армянской и азербайджанской стороной произошли и в Казахском уезде, приняв, однако, характер приграничных. В этом регионе местные азербайджанские власти, опасаясь отправки армянских войск на помощь восставшим в Карабахе через Казах, усилили силы безопасности в приграничных деревнях. Американский историк Ричард Ованнисян указывает, что 5 апреля некоторые из этих сил заняли господствующие высоты над армянским селом Татлу и Паравакаре, в то же время в донесениях А. А. Шихлинскому командующий Гянджинского укрепрайона Авель Макаев сообщал об отбитом нападении армян на азербайджанское село Татлу и занятие ими безымянного села между азербайджанским и армянским Татлу. 7 апреля азербайджанцы захватили армянские сёла Калача и Коткенд (Кот-кянт на карте), а также атаковали ряд других, в тот же день армяне захватили и сожгли азербайджанскую деревню Ярадуллы, а на утро 8 апреля та же участь постигла и азербайджанское село Татлу. 9 апреля между сторонами было подписано перемирие, но оно не протянуло долго. А. Хатисян и Ф.х. Хойский обменивались обвинениями в нарушении перемирия и сожжения сёл противоположной стороны. 14 апреля казахский губернатор Амираслан-хан Хойский сообщил о захвате и сожжении армянами южной части села Камарли и их скором отступлении под натиском жителей азербайджанских сёл Салахлы и Шихлы. Столкновения в Казахском уезде продолжились вплоть до мирного соглашения 18 апреля в Узунтале при участии комиссии, созданной в результате конференции в Тифлисе.

### Попытка мирного урегулирования
Уже 1 апреля британский, итальянский и французский комиссары на Кавказе потребовали, чтобы азербайджанское и армянское правительства решили конфликт мирным путем. Хан Хойский отверг предложение союзников о направлении в Карабах смешанной комиссии, объяснив это тем, что расследование в одном лишь Карабахе будет на руку армянам и нужно будет более детальное расследование азербайджано-армянской конфронтации с 1918 года.
В итоге, разрешение конфликта было оставлено на трёхстороннюю конференцию в Тифлисе, с участием представителей Грузии, Азербайджана и Армении. Конференция по разрешению закавказских споров была обговорена армянской и азербайджанской стороной ещё 19 января и была назначена на 1 апреля, однако первое пленарное заседание началось 9 апреля. Уже на нем были выявлены категорически разные взгляды азербайджанской и армянской стороны даже в вопросе повестки дня конференции. Повестка дня была принята только на четвёртом пленарном заседании, 11 апреля, и состояла из шести пунктов — прекращение военных действий, образование постоянного органа трёх республик, разрешение территориальных споров, координация во внешней политике, закавказская конфедерация и экономические вопросы. Тем не менее, практически вся конференция была посвящена первому пункту, и, на фоне горячих споров, единственным продвижением в этом вопросе было создание по одной комиссии для прекращения боевых действий в Карабахе, Казахе и Нахичевани. Конференция так и не была закрыта, будучи отложенной до возвращения всех трёх комиссий.
Между тем, 22 апреля для легитимизации военных действий Дро созвал IX съезд армян Карабаха, на котором делегаты подтвердили объединение Нагорного Карабаха и Армении и призвали Дро освободить регион. Однако Дро так и не отдал приказ о наступлении. Политическая ситуация в Закавказье стремительно менялась, и 27—28 апреля произошла советизация Азербайджана.

## Установление советской власти на территории Азербайджана и спорных территориях
В середине апреля 1920 года части 11-й армии РККА, разбив остатки войск Деникина, подошли к северным границам Азербайджана.
В ночь с 27 на 28 апреля 1920 года в столице Азербайджана было свергнуто правительство АДР. Временный азербайджанский революционный комитет (Азревком) провозгласил Азербайджанскую ССР и обратился к СНК РСФСР с просьбой о немедленной военной помощи. 28 апреля Азревком сформировал Совет Народных Комиссаров АзССР под руководством Н. Н. Нариманова, который отдал приказ азербайджанским войскам в Карабахе и Зангезуре прекратить наступление и перейти к обороне. Уже 28 апреля в Баку вошли передовые части 11-й армии РККА, не встретившие существенного сопротивления в связи с тем, что практически все азербайджанские войска были переброшены в Нагорный Карабах.
Председатель президиума ЦК КП АзССР М. Д. Гусейнов направил ноту правительству Армении, в которой потребовал вывести войска из Нагорного Карабаха и Зангезура и прекратить межнациональную рознь, предупредив, что в противном случае Азревком будет считать себя в состоянии войны с Арменией.
Учитывая резкое осложнение обстановки в Карской области и Нахичевани, Народный Комиссариат Иностранных Дел Азербайджанской ССР 8 мая направил обращение к армянскому народу и армянскому правительству в отношении событий, происходящих в Юго-Западном Закавказье. В обращении предлагалось прислать полномочных представителей армянского правительства в Баку не позднее 15 мая 1920 года и для «разрешения всех спорных вопросов вступить в переговоры». Министр иностранных дел Армении А. Оганджанян в ответе на обращение обвинил население Нахичевани и Карской области в противодействии армянским войскам. 15 мая заместитель наркома иностранных дел РСФСР Л. Карахан направил телеграмму на имя М. Д. Гусейнова, сообщив ему, что правительство РСФСР согласилось на просьбу армянского правительства о посредничестве между Арменией и Азербайджаном и в качестве первого шага «решило занять частями русской Красной армии спорные между Азербайджаном и Арменией местности».
В начале мая части 11-й армии начали продвижение через Евлах в направлении Нагорного Карабаха, Гянджи и Казаха. С приходом советских войск большинство частей азербайджанской армии реорганизовывались в части Красной Армии и передавались в оперативное подчинение 11-й армии, а местные чиновники становились работниками советских органов. К первой половине мая почти на всей территории Азербайджана была установлена советская власть, которую на местах осуществляли ревкомы.
12 мая первые советские части прибыли в Карабах. Как указывает А. Сапаров, приход Красной армии армянским населением было воспринято как восстановление российской власти и прекращение насилия; в то же время провал армянского восстания в Карабахе и разрушение армянских кварталов Шуши настроили население против эмиссаров Эривани. Ричард Ованнисян также говорит об изменении настроений в Карабахе против дашнаков. Армянское ополчение приняло сторону большевиков. Из организаторов и лидеров восстания 1920 года полковник Месян был вытеснен армянскими большевиками и частями Красной армии из села Ванк, а ротмистр Тер-Мартиросян был убит между Мардакертом и Ванком, предположительно мятежниками. В таких условиях, имея явный недостаток народной поддержки, после непродолжительного сопротивления «генерал Дро» принял ультматум об уходе из Карабаха. В регионе установилась советская власть, и лишь несколько изолированных вооружённых групп продолжали сопротивление, уйдя в горы. На территории Карабаха органами советской власти стали мусульманский ревком в Шуше и армянский ревком в Тагаварде.
Армянская армия потерпела ряд поражений также в Казах-Шамшадиле.
Довольно сложная ситуация сложилась в Елизаветпольском уезде. Армяне, не встретив сопротивления деморализованной азербайджанской армии, дошли до окрестностей Гянджи. На фоне антисоветских восстаний в Азербайджане армянские и советские войска стали проводить совместные операции против азербайджанских повстанцев в Гяндже.
Параллельно между РСФСР и Арменией велись переговоры в Москве. Во время переговоров, Красная армия была занята в Азербайджане подавлением антисоветских азербайджанских восстаний в Закаталах, Гяндже и Агдаме—Шуше, а армянская армия имела схожую проблему в лице большевистских восстаний в Карсе, Сарыкамыше, Александрополе, Дилижане, Ново-Баязете, позже усмиряя также мусульманские анклавы Зангибасара, Ведибасара и Пеняка (Ольтинский округ).
В середине июня тон заявлений советской стороны на переговорах с армянской делегацией изменился. Если до этого Красной армии не удавалось установить контроль над Зангезуром и Нахичеванью из-за антисоветских восстаний на территории Азербайджана, то после падения Шуши 15 июня дорога в Нахичевань через Герюсы была открыта.
25 июня командующий 11-й армией РККА Левандовский отдал приказ о подготовке к выходу на границу с Ираном, в котором частям предписывалось выйти на линию Нахичевань—Джульфа—Ордубад. В это же время на Нахичевань из Эривани выдвигалась группировка армянских войск под командованием генерала Багдасарова. Однако 2 июля армянская армия натолкнулась на 9-тысячный корпус турецкой армии под командованием Джавид-бея, осуществивший марш-бросок в районы Нахичевани, Джульфы и Ордубада. Передовые части корпуса, насчитывавшие 3 тыс. штыков, достигли Шахтахты и Нахичевани.
5 июля советские войска овладели с. Герюсы. 7 июля в целях налаживания союзнических отношений между кемалистской Турцией и Советской Россией и уточнения путей возможного взаимодействия представители турецкой Баязетской дивизии прибыли в полевой штаб 20-й дивизии Красной армии, располагавшийся в с. Герусы, с предложением выдвинуть войсковые соединения на линию Нахичевань—Ордубад. Это было необходимо для совместных действий против армянских частей. Поставив перед правительством Армении вопрос о присутствии своих войск в Нахичевани и Зангезуре и не дождавшись положительного ответа, руководство Советской России решило начать военные действия в целях установления советской власти в Нахичевани. 17 июля 11-я армия РККА начала наступление на Нахичевань. Частям Красной армии предписывалось беспощадно уничтожать дашнакские войска, не останавливаясь перед переходом государственной границы Армении. Наступление же армянских войск на Нахичевань было блокировано, с одной стороны, наступательными операциями Красной армии, с другой — массированной атакой турецких войск.
28 июля — 1 августа части РККА и кемалистские войска взяли под свой совместный контроль Нахичевань, где 28 июля была провозглашена Нахичеванская Советская Социалистическая Республика. 10 августа между Арменией и РСФСР был подписан договор о прекращении огня, закрепивший пребывание советских войск на временной основе в спорных территориях — Зангезуре, Карабахе и Нахичевани (под контролем армянских войск остались Шахтахты и весь Шарур).
После захвата Герюсов и установления советской власти на севере Карабаха, советские войска попытались установить контроль и над южной частью, но были разгромлены ополчением Нжде около Кафана и атакованы отрядами Дро у Ангелаута. После отступления советских частей в Карабах Дро потребовал от них «покинуть все оккупированные армянские земли». Однако уже 5 августа советские войска начали контрнаступление, и через 2 дня Герюсы были вновь взяты. Коридор Шуша-Герюсы-Нахичевань между кемалистской Турцией и советским Азербайджаном вновь был открыт.
В начале сентября в Зангезуре части 11-й армии РККА предприняли попытку наступления с севера в направлении Кафана и Каджарана. Тремя неделями позже со стороны Нахичевани и Джебраила в направлении Мегри выдвинулись части Красной Армии во взаимодействии с турецкими и азербайджанскими частями. Армянское ополчение под командованием Нжде, однако, выдержало натиск и к середине октября отбило Капан и Каджаран и вынудило советско-турецкие войска отступить на территорию Нахичевани.
В начале ноября отряды зангезурского ополчения отразили ещё одно наступление советских и азербайджанских войск из Джебраила, а 9 ноября начали контрнаступление на Герюсы. К 22 ноября зангезурские армяне при содействии экспедиционного корпуса из Даралагеза разбили советские войска, отбив у них Герюсы, Татев, Дарабас и Ангелаут. Советские войска были вынуждены отступить до Абдалара на старой административной границе Карабаха.
Однако независимое армянское государство доживало свои последние дни. 28 ноября 1920 года части XI Красной Армии перешли демаркационную линию Советского Азербайджана и Армении к юго-востоку от Казаха. Советизация Армении была провозглашена в Дилижане 30 ноября, а к 4 декабря советизация Армении завершилась.

## Итог. Спорные территории после установления Советской власти
Вопрос спорных территорий остро встал сразу же после установления Советской власти в Азербайджане.
Позиция руководства советского Азербайджана в этом плане была бескомпромиссна. 18 июня Нариманов, А. Микоян (член ЦК Компартии Азербайджана), Мдивани (член Кавказского бюро РКП) и член ЦК Армянской компартии Нуриджанян в своей записке наркоминделу РСФСР Чичерину сообщали: «Армения фактически находится в состоянии войны с Азербайджаном. Что касается якобы спорных Зангезура и Карабаха, уже вошедших в состав Советского Азербайджана, категорически заявляем, что эти места бесспорно и впредь должны находиться в пределах Азербайджана… Джульфинский и Нахичеванский уезды, сплошь заселенные мусульманами, уже больше года оторвавшиеся и силами местного населения оборонявшиеся против дашнакского правительства, как в целях военных, а также непосредственной связи с Турцией, должны быть заняты нашими войсками и присоединены к Азербайджану». Эта же позиция была выражена 10 июля 1920 года в коллективном письме Нариманова, Мдивани, Микояна и членов РВС ХI армии (Весника, Левандовского и Михайлова) в ЦК РКП(б), в которых сообщалось, что «Карабах при мусаватском правительстве всецело входил в состав Азербайджана», а «мусульманская масса неожиданный поворот к старому и неспособность Советской власти сохранить Азербайджан в старых границах сочтет предательством, армянофильством или слабостью Советской власти»; также авторы письма указывали на то, что подобные настроения азербайджанцев приведут к антисоветскому восстанию, а водворение дашнаков в Карабахе и Зангезуре ударит по революции в Турции. Авторы предостерегали Центр «от колебания в вопросе Карабаха и Зангезура» с тем, чтобы, как они подчеркивали, «не превратить Азербайджан в ублюдка, состоящего на попечении Красной Армии и раздаваемого армянам и грузинам, вместо того, чтобы создать из него крепкий вненациональный центр и источник классовой революции Востока».
Позиция Армении же на переговорах в Москве в июне 1920 года сводилась к тому, что Армения готова считать Карабах и Зангезур спорными территориями, но настаивала на признании за Арменией территорий Нахичеванского уезда, Ордубада, Джульфы и Шаруро-Даралагезского уезда.
В отличие от поддерживавших Азербайджан Кавбюро РКП (б) и Военно-политического руководства ХI армии, Политбюро РКП (б) и НКИД РСФСР не поддерживали опасения азербайджанских большевиков касательно угрозы революции, так Чичерин считал целесообразным сохранение нейтралитета в армяно-азербайджанском конфликте и объявления за Карабахом и Зангезуром статуса спорных. Такая позиция вызывала протесты коммунистов Азербайджана. Так, Анастас Микоян 29 июня в телеграмме Орджоникидзе писал: «Мы возмущены политикой Центра по отношению к Карабаху и Зангезуру. Ты тоже отстаивай нашу точку зрения перед Центром. Мы не против мира с Арменией, но ни в коем случае ценой Карабаха и Зангезура». Орджоникидзе также передавал Чичерину протесты азербайджанской стороны: «Бакинцы слишком возмущаются, и не могу не согласиться с ними, что нами делаются такие уступки, которые не требуются положением вещей. Армяне в беседе со мной в Баку совершенно готовы были отказаться от Карабаха… Карабах это второй Закаталы нашего наркоминдела [намек на прогрузинскую позицию НКИД в период азербайджано-грузинского конфликта из-за Закатальского округа]. Здесь идет колоссальная провокация, что все это делается армянами в Москве».
При этом были и лоббисты азербайджанской позиции. Так, председатель Кавбюро Серго Орджоникидзе считал, что признание за Азербайджаном Карабаха и Зангезура необходимо для укрепления советской власти в Азербайджане и сохранении Баку. Иосиф Сталин в своей приписке к телеграмме Орджоникидзе Чичерину писал, что нельзя лавировать между сторонами и надо выбрать сторону, каковым, обязательно, должны были быть Азербайджан с Турцией.
После установления Советской власти в Армении, а затем и в Грузии, большевики взяли на себя разрешение территориальных споров.
1 декабря 1920 года Азревком во главе с Нариманом Наримановым, отмечая советизацию Армении, объявил, что и Зангезур, и Нахичевань, в котором в июле была провозглашена советская республика, считаются нераздельной частью Армении, а крестьянству Нагорного Карабаха должно быть предоставлено право на самоопределение. 28 декабря вышла похожая декларация, где также провозглашалось право нахичеванцев на самоопределение. Однако, как указывает конфликтолог Арсен Сапаров, эти декларации были сделаны Наримановым под давлением Серго Орджоникидзе и отражали политическую необходимость для Кавбюро, обеспокоенного шаткостью недавно провозглашённого армянского ревкома, а не симпатию к какой-либо из сторон. Сам Нариманов, согласно Сапарову, не собирался отказываться от этих регионов.
Ленин с одобрением отнесся к предложению Азербайджана о передаче Нахичевани Армении, заявив, что последнее слово будет за трудящимся народом Нахичевани. Референдум в начале 1921 года продемонстрировал, что 90 процентов населения Нахичевани высказалось за включение в состав Азербайджана на правах автономной республики. Великое национальное собрание Турции также настаивало на том, чтобы Нахичевань вошла в состав Азербайджана ввиду демографической составляющей, стратегического значения и страха местного населения перед армянской оккупацией, и Ленин, желавший подписать договор с кемалистами, был согласен на это. В итоге Нахичевань была закреплена за Азербайджаном в Московском и Карсском договорах, временно оставаясь отдельной советской республикой. Одри Альтштадт указывает, что в договоре между РСФСР и Арменией в декабре 1920 года за Арменией признавался только Зангезур.
Между тем, продолжались ожесточенные территориальные споры между тремя закавказскими республиками, для решение которых уже после советизации всех трёх, 2 мая 1921 года, была создана специальная комиссия по демаркации во главе с Сергеем Кировым.
Тем временем пленум Кавбюро 3 июня 1921 года, обсуждая ситуацию в Зангезуре, где продолжалось антисоветское восстание, заявил о необходимости подавления восстания и составил резолюцию из 5 пунктов, согласно одному из которых Советская Армения должна была провозгласить Нагорный Карабах своей территорией — в соответствии с этим, 15 июня ЦК Коммунистической партии Армении решило «опубликовать декларацию о присоединении Нагорного Карабаха к Советской Армении». Кроме этого, Одри Альтштадт отмечает, что газета «Советская Армения» заявила о согласии Азербайджанской ССР передать Карабах Армении, в то время как записи обсуждения членов ЦК Компартии Азербайджана показывают, что они ничего не знали о подобном «договоре». Ещё до этого, 23 мая 1921 года, ЦК КПА назначил своего представителя Советской Армении в Карабах. Тем не менее, как указывает Арсен Сапаров, пятый пункт резолюции от 3 июня 1921 года был не более, чем пропагандистским ходом, который нужно рассматривать в контексте попыток умиротворения восстания в Зангезуре, а не как присоединение Карабаха к Армении.
25 июня 1921 года демаркационная комиссия под председательством С. М. Кирова провела первый созыв в Тифлисе. Делегаты от Грузии наркоминдел Грузии Сванидзе и Сильвестр Тодрия, делегаты от Азербайджана Мирза Давуд Гусейнов, Расулзаде (не путать с М. Э. Расулзаде) и Гаджинский (председатель АзЦИКа Мухтар Гаджиев) и делегат от Армении Александр Бекзадян должны были урегулировать территориальные споры, однако вскоре стало очевидным неспособность сторон договориться. Армянская сторона по принципу национального большинства требовала Ахалкалакский уезд и Нагорный Карабах, на что не могли согласиться грузинские и азербайджанские делегаты, которых такие уступки поставили бы в невыгодное положение перед националистической оппозицией в своих странах. В свою очередь грузинские делегаты и азербайджанские делегаты не смогли договориться по границе в Караязской степи. Накаленность дискуссии и неспособность делегатов прийти к консенсусу вынудило пригласить на следующие сессии комиссии Орджоникидзе и других членов Кавбюро. Ввиду бескопромиссности азербайджанской делегации, Киров и Орджоникидзе «посоветовали» в телеграмме Нариманову от 26 июня следовать принципу «ни одна армянская деревня Азербайджану, ни одна мусульманская деревня Армении»; таким образом, Киров и Орджоникидзе, требуя от Азербайджана вновь отказаться от Нагорного Карабаха, надеялись на решение споров о границах уже 27 июня. В тот же день Алигейдар Караев передал в Баку тревожную весть о том, что армянский комиссар Карабаха Асканаз Мравян находится на пути в Карабах — азербайджанское правительство понимало, что в случае установления армянского комиссара в Карабахе, позиции Армении станут ещё более сильными.
26 июня (в документах протокол датируется 27 июня), сразу же после получения намёка об отказе от Нагорного Карабаха от Кирова и Орджоникидзе и новости о скором прибытии армянского комиссара в Карабах, в срочном порядке собрались азербайджанские Политбюро и Оргбюро ЦК АКП(б). Заседание в присутствии Наримана Нариманова, Дадаша Буниятзаде, Гамида Султанова, Левона Мирзояна, Алигейдара Караева, Рухуллы Ахундова, Семена Гутина, Григория Каминского и при председательстве последнего при секретаре Лознере приняло решение проигнорировать совет Орджоникидзе и Кирова, проголосовав против присоединения нагорной части Карабаха Армении. Как указывает Сапаров, во избежание обвинений в национализме, азербайджанские большевики сослались на экономическую и административную целесообразность. Одновременно в Кавбюро в Тифлис и армянскому правительству в Эривань было отправлено несколько телеграмм с требованием отзыва Мравяна и ликвидирование полномочий армянского чрезвычайного комиссара по Карабаху.
27 июня в Тифлисе Мирза Давуд Гусейнов донёс до Кавбюро и Пограничной комиссии ответ Азербайджана. Окончательное решение карабахского вопроса таким образом было отложено, Александр Бекзадян запросил решение вопроса от Кавбюро, а Кавбюро в свою очередь приняло решение созвать чрезвычайный съезд с участием глав Азербайджана и Армении — Нариманова и Мясникяна. Как указывает Сапаров, смелый ход Нариманова и азербайджанских большевиков позволил выиграть время и сыграл большую роль в оставлении Карабаха за Азербайджаном — в скором времени, Красная Армия начала операцию по подавлению антисоветского движения в Зангезуре, ввиду которого Кавбюро до сих пор желало передачи Нагорного Карабаха Армении для облегчения советизации региона.
4 июля 1921 года в Тифлисе собрался расширенный пленум Кавбюро в присутствии И. В. Сталина (членом Кавбюро не являлся и права голоса не имел) для окончательного решения карабахского вопроса. На пленуме рассматривалось два проекта, каждый с двумя вариантами. Согласно первому проекту, Карабах оставлялся за Азербайджаном (за — Нариманов, Махарадзе, Назаретян, против — Орджоникидзе, Мясникян, Киров, Фигатнер), а референдум проводился во всем Карабахе (как Равнинном, так и Нагорном) с участием и мусульман, и армян (за — Нариманов, Махарадзе). Согласно второму проект, Карабах включался в состав Армении (за — Орджоникидзе, Мясников, Фигатнер, Киров), а референдум проводился только в армянонаселённом Нагорном Карабахе (за — Орджоникидзе, Мясников, Фигатнер, Киров, Назаретян).
Голосование обернулось против Азербайджана — большинство участников пленума не только высказалось за передачу Карабаха Армении, но и отказалось от проведения выгодного для Азербайджана плебисцита во всем Карабахе с участием как мусульманского, так и армянского населения. Нариманов предложил оставить окончательное решение вопроса за ЦК РКП (б) ввиду исключительной важности для Азербайджана, что было поддержано Кавбюро. Считается, что после сессии Сталин огласил свое мнение и повлиял на членов Кавбюро. Уже на следующей день Орджоникидзе и Назаретян предложили пересмотреть решение Кавбюро о передачи карабахского вопроса Москве, и было принято новое решение:

а) Исходя из необходимости национального мира между мусульманами и армянами и экономической связи Верхнего и Нижнего Карабаха, его постоянной связи с Азербайджаном, Нагорный Карабах оставить в пределах Азербайджанской ССР, предоставив ему широкую областную автономию с административным центром в гор. Шуше, входящем в состав автономной области.

б) Поручить Цека Азербайджана определить границы автономной области и представить на утвреждение Кавбюро ЦК РКП. 
По мнению Сапарова, причина совета Сталина в пользу Азербайджана и столь резкого изменения решения Кавбюро всего за один день, скорее всего, кроется в разгроме антисоветского движения в Зангезуре. После того как повстанцы во главе с Нжде прекратили быть угрозой для советского строя в Армении, исчезла причина для желания большевиков передать Карабах Армении. Ввиду этого, как указывает Сапаров, на фоне энергичности и упрямства Нариманова и вялых и медленных ответов армянских большевиков, не должно вызывать удивление, что Кавбюро решило сохранить статус-кво, оставив Карабах за Азербайджаном, однако ценой этого было обеспечение автономии.
Есть и другая оценка закрепления Нагорного Карабаха за Азербайджаном. По мнению С. В. Вострикова это могло быть обусловлено желанием большевистского руководства Советской России обеспечить политическое сближение с кемалистской Турцией.
Через две недели Киров стал первым секретарем ЦК Компартии Азербайджана. Будучи правой рукой Орджоникидзе с первых дней создания Кавбюро, теперь же он стал инструментом влияния Сталина и Орджоникидзе в Азербайджане на фоне конфликтов с Наримановым по территориальным и экономическим вопросам. Последний на этот раз выступил против создания отдельной административной единицы в Нагорном Карабахе, считая, что это ещё более ослабит контроль Баку над регионом. Границы автономной области не были определены. Как указывает Арсен Сапаров, азербайджанские большевики не желали разрыва исторического Карабаха на нагорную и равнинную часть и образования гомогенной армянской территориальной единицы в Азербайджане.
26 сентября 1921 года на заседании Оргбюро и Политбюро ЦК АКП (б) в присутствии С. М. Кирова, Н. Н. Нариманова, Р. А. Ахундова, А. Г. Караева, С. М. Эфендиева, Стукалова, Л. И. Мирзояна, Д. Х. Буниятзаде и Мирза Давуда Гусейнова было постановлено большинством (против — Нариманов и Буниятзаде)  просить пересмотреть вопрос автономии и впредь до этого автономию не объявлять. Затем 21 октября на заседании партийных функционеров Карабаха (Шушинский, Джеванширский, Кубатлинский и Карягинские уезды) в присутствии членов оргбюро Буниятзаде, Мирзояна и Караева после прочтения доклада последним было принято решение о радикальных мерах по пресечению бандитизма, как то расстрелах бандитов, крупным штрафам скрывающих их селам и т.д. Как считает Сапаров, подобными мерами азербайджанские большевики хотели добиться стабилизации ситуации в Карабахе и отпадения надобности в создании автономии.
При этом, Арсен Сапаров указывает на отсутствие единства среди большевиков Азербайджан по поводу автономии. Одни руководители АКП (б) пытались избежать предоставления автономии армянам Нагорного Карабаха, а другие, русского происхождения, за исполнение решения Кавбюро.
6 октября на встрече Оргбюро ЦК Компартии Азербайджана под председательством Кирова приняло решение о разграничении границ автономной части Карабаха, что американский историк Одри Альтштадт рассматривает своего рода компенсацией армянам после Карского договора. В свою очередь, Арсен Сапаров указывает, что практических итогов это решение Оргбюро не дало.
Руководство Советской Армении, которое осведомляли о действиях азербайджанского руководства карабахские армянские большевики, будучи уведомленным о нежелании Азербайджана провозглашать автономию для Нагорного Карабаха, 5 июня 1922 года обратилось в Заккрайком с просьбой потребовать у Азербайджана исполнения решения Кавбюро. Заккрайком исполнил данное прошение 27 октября 1922 года.
20 декабря 1922 года Президиум ЦК Компартии Азербайджана под давлением Заккрайкома постановил учредить центральную комиссию по делам Карабаха в составе Кирова и двух армянских коммунистов Мирзабекяна и Арменака Каракозова для управления регионом. Согласно О. Альтштадт, это было результатом года «партийной работы» в основном армянских коммунистов Азербайджана, а согласно А. Сапарову, результатом давления Заккрайкома. На следующий день также была создана комиссия из семи человек (пяти армян и двух азербайджанцев) во главе с Каракозовым, целью которой было создание автономии. Как указывает американский историк Одри Альтштадт, состав комиссий был довольно противоречивым, так, ещё работая в Карабахе в 1922 году, Каракозов был представителем и Азревкома, и ЦК Компартии Азербайджана, и Армянского ревкома, и большая часть работников, приведённых в Нагорный Карабах во время его пребывания в должности были армянами, что лишь усиливало армянский характер Коммунистической партии в регионе.
В июне 1923 года комитет Каракозова рекомендовал Президиуму ЦК КП Азербайджана выделить Карабах в отдельную административную единицу, и 1 июля Киров подписал протокол Президиума ЦК КП Азербайджана с «предложением» АзЦИКу декретировать автономию Нагорного Карабаха со столицей в Ханкенди. Были созданы ревком во главе с Каракозовым и обком во главе с Мануцяном. Также была создана специальная комиссия по демаркации Карабаха.
Согласно Всесоюзной переписи 1926 года армяне составляли 89,24 % населения АОНК. Согласно Анатолию Ямскову, в начале 20-х годов армяне составляли примерно 94 % постоянных жителей АОНК, однако следует учитывать тот факт, что переписи населения велись в зимний период, когда кочевое азербайджанское население находилось на равнинах, а в летние месяцы оно поднималось на высокогорные пастбища, меняя демографическую ситуацию в горных районах. Ямсков отмечает, что точка зрения на права кочевых народов считаться полноценным населением сезонно используемой ими кочевой территории, на сегодняшний момент не разделяется большинством авторов, как из постсоветских стран, так и из стран «дальнего зарубежья», включая и проармянские, и проазербайджанские работы; в российском Закавказье XIX века эта территория могла являться собственностью только оседлого населения
Между тем, во время последних этапов решения карабахского вопроса, Нахичевань был подтвержден в качестве неразрывной автономной части Азербайджана органами ЗСФСР, РКП(б), III Всенахичеванским съездом советов в феврал 1923 года и АзЦИКом в июне 1923 года. АзЦИК и Совнарком во главе с Мусабековым, возможно, в качестве компенсации, потребовали не только административной, но и политической автономии для Нахичевани в пределах Азербайджана. Москва согласилась, и в марте 1924 года на месте Нахичеванского автономного края была создана Нахичеванская Автономная Советская Социалистическая Республика.
В итоге, в вопросе Карабаха, Нахичевани и Зангезура Москва достигла баланса — Зангезур был отдан Армении в качестве барьера между Нахичеванью, переданному Азербайджану, и Карабаха, часть которого была выведена из-под прямой власти Баку, перейдя под номинальное азербайджанское республиканское, но фактическое армянское партийное управление. Потеря Зангезура была болезненной для Азербайджана, но ему пришлось быстро с ней смириться. Нахичеванский и Карабахский процессы были проведены одновременно, компенсируя друг друга. Азербайджан получил номинальный суверенитет над Карабахом и Нахичеванью, потеряв при этом фактическую власть над западным Карабахом. Армения потеряла номинальный контроль над обеими территориями, получив, однако, особые культурные права и большую политическую власть над армянами Азербайджана без обеспечения такими же правами азербайджанцев в самой Армении, что озлобило азербайджанцев в Армении и Азербайджане. АОНК был провозглашён «сияющим примером национальной политики ленинизма», что было правдой. Решение территориальных споров показало верховенство Москвы и Коммунистической партии. Ни Азербайджан, ни Армения не были защищены от территориальных регулирований или вмешательства во внутренние дела, несмотря на гарантии республиканского суверенитета. Напряженность, как и территориальные споры остались.
Спустя 65 лет после «окончательного решения карабахского вопроса» конфликт в Нагорном Карабахе вспыхнул вновь, приведя к кровопролитной Первой карабахской войне. После 26 лет безуспешных переговоров конфликт вновь перерос в фазу войны в 2020 году.

## Гуманитарные последствия войны
И армянская, и азербайджанская сторона проводили этнические чистки в ходе войны, которые оставили глубокий след в регионе.

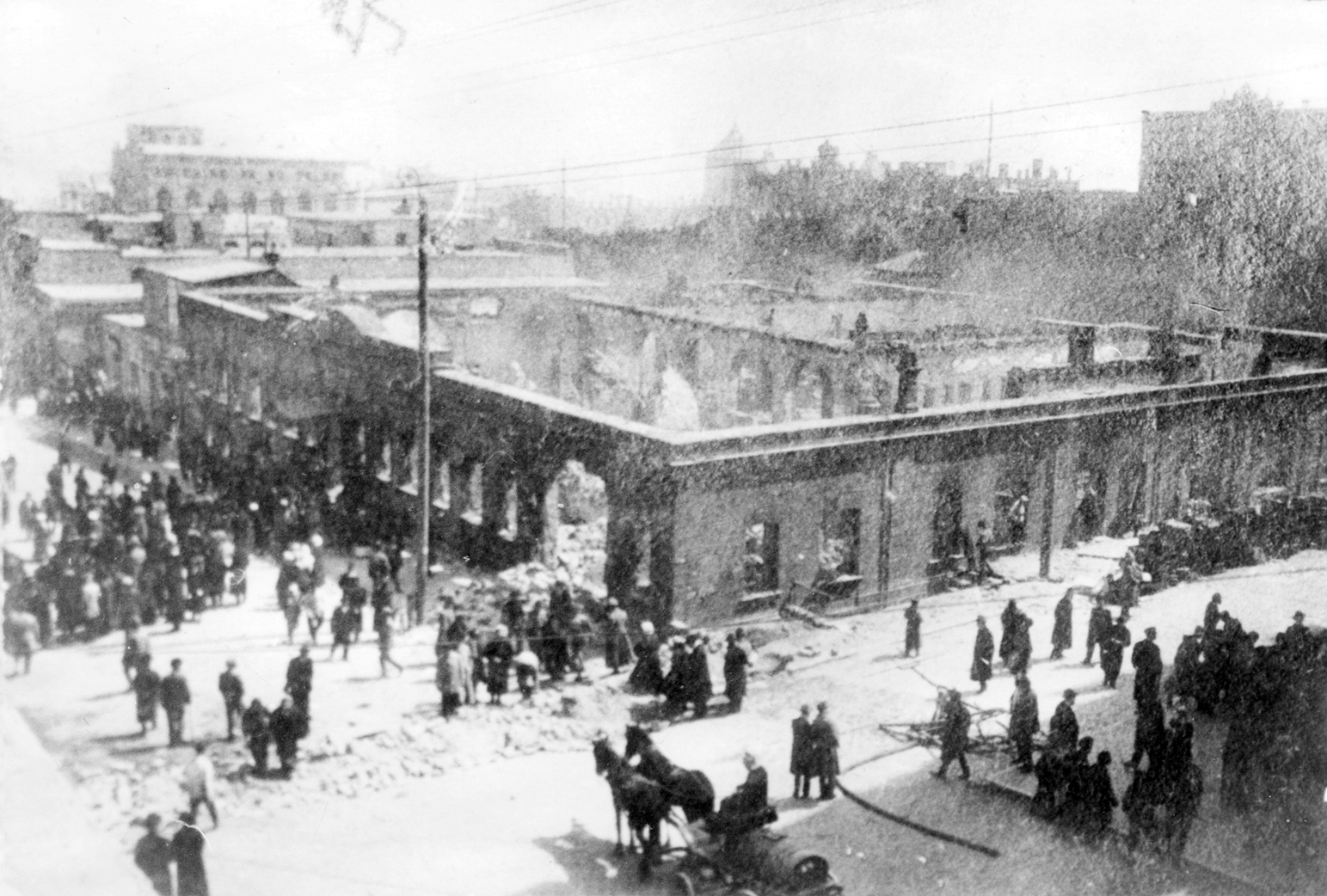
Здание редакции газеты «Каспий» (Баку), разрушенное во время мартовских событий 1918 года.

В результате этнических чисток 1918—1920 годов изменилась этнографическая карта Закавказья. Населенные армянами территории в Азербайджане обезлюдели или были заселены азербайджанцами и курдами. В Шемахинском уезде были убиты 17 тыс. армян в 24 селах, в Нухинском уезде — 20 тыс. армян в 20 селах. Аналогичная картина наблюдалась в Агдаме и Гяндже. Армяне уцелели только в тех районах, куда не проникли мусаватисты: в Казахском, Елисаветопольском и Джеванширском уездах. В Армении населенные азербайджанцами районы также, как выразилась Н. Г. Волкова, обезлюдели. Дашнаки проводили этническую чистку азербайджанцев в Новобаязетском, Эриванском, Эчмиадзинском и Шаруро-Даралагезском уездах.
Масштабы изменения этнического состава видны на примере Зангезурского уезда (охватывал также западные территории современных Лачинского, Зангеланского и Кубатлинского районов Азербайджана): В 1897 году из 137,9 тыс. населения здесь жило 63,6 тыс. армян (46,2 %), 71,2 тыс. азербайджанцев (51,7 %), 1,8 тыс. курдов (1,3 %). По данным сельскохозяйственной переписи 1922 года, население отошедшей к Армении части Зангезура насчитывало 63,5 тыс. человек, в том числе 56,9 тыс. армян (89,5 %), азербайджанцев 6,5 тыс. (10,2 %), русских 0,2 тыс. (0,3 %).
Шуша так и не оправилась от антиармянского погрома. Если в 1897 году в городе проживало 25,881 человек (14,436 армян и 10,785 азербайджанцев), то в 1926 году 5,104, из них всего 91 армянин. Даже в 1959 году население города составляло всего 6,117 человек.
Джастин Маккарти, сравнивший данные Российского статистического ежегодника 1915 года по населению 1914 года и данные всесоюзной переписи 1926 года, пришёл к выводу, что в результате этнических чисток на той части территории Эриванской губернии, которая отошла к Армянской ССР, было вырезано или изгнано 180 тысяч человек, то есть 2/3 мусульманского населения указанной территории.
Война привела к большому количеству беженцев-мусульман. Так, согласно подсчетам Джастина Маккарти, в 1922 году в Османской империи находилось 272704 беженцев из Закавказья, с учётом же погибших до 1922 года, количество беженцев может достигнуть 400 тысяч.
В результате войны также сильно пострадали азербайджанские кочевники. Согласно докладу Газанфара Мусабекова на II Съезде Советов Азербайджанской ССР 29 апреля 1922 года, кочевники 4 года из-за армяно-азербайджанской войны не могли получить доступ к горным пастбищам, в результате чего большое количество людей и скота погибло от малярии.

## Комментарии
1. ↑  Командир джрабердских партизан[1], убит в сражении за Ханкенди в марте 1920 года[2].
2. ↑  Командир дизакских партизан[1].
3. ↑  Командир варандинских партизан[1].
4. ↑  Командир хаченских партизан[1], расстрелян в мае 1920 года большевиками[3].
5. ↑  Начальник Штаба азербайджанской армии[4]. С 25 марта[5] по 10 мая[6] апреля 1920 года командующий группировкой азербайджанских войск в Карабахе; ушел в отставку вскоре после установления советской власти[6].
6. ↑  Командир Конной дивизии[7]. Общий командующий азербайджанскими войсками в Карабахе с конца января[8] по 25 марта[5] 1920 года и при советской власти после отставки Салимова[9].
7. ↑  Командир 3-го Гянджинского пехотного полка[7], командовал батальоном этого полка в боях в марте—апреле 1920 на Тертерском фронте[10].
8. ↑  командовал 7-м Ширванским полком весной 1920 года на Шушинском фронте[11].
9. ↑   Командовал 1-м Джеванширским пехотным полком весной 1920 года на Шушинском фронте[11].
10. ↑  Командир 5-го Бакинского пехотного полка[7]. В 1932 году опубликовал в Варшаве свои воспоминания о службе в АДР, в том числе в боях в марте—апреле 1920 года[12].
11. ↑  Командующий 4-м Кубинским пехотным полком. Участвовал в боях в марте—апреле 1920 в Карабахе[13].
12. ↑  Командир 1-го Татарского конного полка[7].
13. ↑  Командир 1-го Татарского конного полка[7]. Во главе этой части сражался в боях в марте—апреле 1920 в Карабахе[5].
14. ↑  командир 3-го Шекинского конного полка, участвовал в боях в марте—апреле 1920 на Тертерском фронте[10].
15. ↑  Командир 8-го Агдашского пехотного полка, участвовал в боях в марте—апреле 1920 на Шушинском фронте[12]
16. ↑  24 января 1920 года назначен командиром т. н. Джебраильского отряда[8]; руководил им во время боёв в марте—апреле 1920 года в Джебраильском уезде[14].
17. ↑  Командовал ополчением на Джебраильском фронте в апреле 1920[15].
18. ↑  Руководил турецкими силами в Карабахе в 1918 году
19. ↑  Сельджуки, позже смешавшись с местным населением, составили основу азербайджанского народа. Формирование азербайджанского этноса завершилось в основном к концу XV века
20. ↑  В Восточной Анатолии действительно происходила масштабная резня мусульманского населения со стороны армянских частей. Подробнее см. здесь.
21. ↑  согласно переписи 1886 года, составляли 55,96 % и 35,43 %; также в губернии существовало заметное курдское меньшинство (4,68 %)[64].
22. ↑  Согласно данным ЭСБЕ за 1886 год, население губернии состояло главным образом из армян (56%), азербайджанцев (указаны как «татары» — 37,5%) и курдов (5,5%)[76]
23. ↑  Согласно другим источникам, ещё в 1914 году мусульманское население преобладало и в Эриванском уезде.
24. ↑  В январе 1919 года отряд Л. Бичерахова был переведён из Баку в Батум, где в апреле он был расформирован.
25. ↑  Роль Батума в британской политике в Закавказье обсуждается в статье Batum as Domino, 1919-1920: The Defence of India in Transcaucasia Джона Д. Роуза
26. ↑  Подробнее см. раздел о мусульманских восстаниях в этой статье
27. ↑  Подробнее о трениях Юга России и Азербайджана см. [126] и [127]
28. ↑  См. далее раздел о противостоянии в Зангезуре
29. ↑  Согласно участнику событий 1917—1921 годов Лятифу Гусейнзаде, опубликовавшему свои воспоминания в газете «Шарг Гапысы» в 1993 году[139], в этот период через Джульфу с Персидского фронта возвращались домой военнослужащие Русской армии. От них азербайджанское ополчение получило 12 пушек и большое количество снарядов[140].
30. ↑  Турки планировали использовать железную дорогу Александрополь — Эчмиадзин — Нахичевань — Джульфа для переброски войск в Иранский Азербайджан[145].
31. ↑  Согласно письму русских офицеров капитана Борта и поручика Колмакова, служивших в отряде Андраника, опубликованному в газетах «Знамя труда» (Баку) и «Кавказское слово» (Тбилиси) в декабре 1918 года, столкновение произошло после того, как из Яйджи по отряду были выпущены два артиллерийских снаряда[150][147]. Согласно турецкому историку Атнуру, ссылающемуся на турецкий военный архив ATASE, жители селения были застигнуты врасплох нападением армян[151].
32. ↑  Село находится в 17 км от Нахичевани и в 25 км от Джульфы.
33. ↑  Даты боёв отряда Андраника в Нехраме и Нахичевани указаны согласно Ибрагиму Атнуру, который основывается на датах, полученных от турецкого офицера Халил-бея. Согласно Исмаилу Мусаеву, Андраник был разбит в окрестностях Абракуниса в конце июля[164], а в Нахичевани — 2 августа[156][неавторитетный источник].
34. ↑  Подробнее о процессе аннексии см. в статье об Араксской республике.
35. ↑  Подробнее об организации мусульманского населения Аракской долины см. здесь.
36. ↑  Не представленные в Аракском правительстве нахичеванские ханы и Нахичеванское местное правительство находились в негласной оппозиции Аракскому правительству[176]
37. ↑  Об этих боях пишет турецкий историк Ибрагим Этхем Атнур, ссылаясь на азербайджанские и турецкие архивные документы, а также на воспоминания Мирзы Багира Алиева («Кровавые дни») и Таги Нагдализаде («Вокруг Нахичевани»). Американский историк Ричард Ованнисян, ссылаясь на армянские архивные документы и воспоминания Симона Врацяна, пишет, что армянское командование отозвало отряд Долуханова сразу после начала армяно-грузинской войны. Ованнисян не упоминает о приезде иранской делегации и об аресте нахичеванских представителей, утверждая, что они были приняты кабинетом премьер-министра Ованеса Качазнуни.[181]
38. ↑  Согласно Ричарду Ованнисяну, в январе 1919 года, после окончания армяно-грузинской войны, армянский военный министр Ахвердян дал приказ о наступлении частям, находившимся в Давалу, однако правительство Качазнуни после переговоров с мусульманской делегацией согласилось отложить наступление на 10 дней с условием, что нахичеванские власти успокоят население, а также обещало, что армянская армия будет уважать права как мусульман, так и христиан. Однако ещё до истечения установленного срока в ситуацию вмешались британцы[181].

Согласно Ибрагиму Атнуру, условия прибывшей 14 января армянской делегации были таковыми[185]:

  - Волчьи ворота становятся границей между двумя сторонами; территории к западу от Волчьих ворот остаются под контролем армян, а к востоку — под контролем мусульман;
  - Конечной станцией армянских поездов становится Давалу, а мусульманских - Дахна. Переход через границу допускается только в торговых целях;
  - Мусульмане поставляют эриванским армянам 12 тысяч пудов пшеницы по цене 6 манатов за пуд.
39. ↑  США организовали в Закавказье сеть благотворительных организаций, направленных на помощь нуждающимся, больным и сиротам. Американцы большей частью помогали армянским беженцам, а также в меньшей степени — мусульманам. В Игдыре, Эривани, Эчмиадзине, Ахалкалаки, Нахичевани и ряде других районов были открыты больницы, бесплатные столовые и сиротские приюты[187].
40. ↑  Ричард Ованнисян не упоминает столкновения у Афшара. Махмурян вскользь упоминает остановление Лоутоном солдат Пирумяна после образования генерал-губернаторства[193].
41. ↑  Про борьбу за власть в Нахичевани см. Нахичеванское уездное правительство и Нахичеванское ханское правительство.
42. ↑  Ибрагим Атнур, напротив, упоминает, что мусульмане получали должности в зоне севернее Шарур-Нахичевани.
43. ↑  См. раздел об этнических чистках в Нахичевани
44. ↑  Несмотря на то, что Хаскелл был Верховным комиссаром всех союзных стран, его политика была обусловлена интересами США[220].
45. ↑  До[239] и после[240] Кавказской исламской армии был командующим 11-й дивизии.
46. ↑  В каждом из провинций Нагорного Карабаха были свои партизанские командующие: в Хачене — Баграт Газанчян, в Джраберде — Алексан-дайы Баласян, в Варанде — Сократ-бек Мелик-Шахназарян, в Дизаке — лейтенант Артем Лалаян[1]
47. ↑  Во время обстрела сипаи британской миссии потеряли одного убитым и одного раненым[251]
48. ↑  Один из делегатов, дашнак Герасим Хачатрян, был убит по дороге бандитами[257].
49. ↑  Нахичеванский генерал-губернатор Самед-бек Джамиллинский сообщал об организованном наступлении армян 19 марта на Нахичевань в трёх направлениях: Беюк-Веди, село Тиви и Ордубад[301].
50. ↑  Силами в Ведибасаре командовали турецкие офицеры Нури-бек и Наджи-бек, в Шаруре — Халил-бек, в Ордубаде — Эдиб-бек и Заб-бек, в Колабаде —  Келбали-хан Нахичеванский[302].
51. ↑  Доклад был составлен по просьбе Американского консульства в Тифлисе 27 апреля 1920 года и касался карабахских событий. В докладе признается отсутствие официальных сношений с Карабахом и взятии данных из имеющихся информационных источников[307]
52. ↑  Ованнисян датирует начало контратаки Тарвердяна 9 апреля, но скорее всего речь идет об одной и той же атаке.
53. ↑  Из телефонного разговора Орджоникидзе и Нариманова ранее в 1920 году (точная дата неизвестна; ЦПА ИМЛ. Ф. 64. Оп. 1. Д. 17. Л. 66) исходило, что Нариманов считает Нагорный Карабах, Зангезур и Шарур-Нахичевань неотъемлемыми частями Азербайджана, а Орджоникидзе предлагал до этого наркоминделу РСФСР Чичерину безоговорочно присоединить Карабах и Зангезур к Азербайджану с условием обеспечения автономии и отказа Азербайджана от остальных спорных территорий[366].
54. ↑  См. Республика Горная Армения
55. ↑  Из разговора по прямому проводу А. Г. Ширвани и Н. Н. Нариманова с М. Д. Гусейновым и  М. Г. Гаджиевым (ЦПА ИМЛ. Ф. 64. Оп. 1. Д. 31. Л. 86)[371]:

Гусейнов: Я полагаю, что прежде всего нам нужно обстоятельно обсудить вопрос, потому что, с одной стороны, Совнарком Армении делает одну декларацию и посылает своего чрезвычайного посла в Карабах, так сказать, без нашего ведома, хотя тт. армяне утверждают, что все это делается с нашего ведома и согласия. С другой стороны, мы посылаем им телеграмму, почти аннулирующую их решения. Я не знаю, как быть.
56. ↑  Как указывает А. Сапаров, возможно, подобные действия армянского ЦК связаны с намеком от Кавбюро на скорую передачу Карабаха Армении[370]
57. ↑  Как указывает азербайджанский историк и политолог[384] Рахман Мустафазаде, судя по дальнейшим заявлениям и действиям Нариманова против автономии, это заседание и голосование прошли по его сценарию, а его голосование «против» было обусловлено желанием создания видимости следования линии Кавбюро[385].
58. ↑  22 февраля 1922 года Кавбюро передало свои полномочия избранному на I съезде коммунистов Закавказья Закавказскому краевому комитету[390]